# 臺灣明鄭時期
臺灣明鄭時期是指1661年至1683年間由明鄭政權統治臺灣的歷史時期。其統治期間一直奉南明為正朔，前後歷經鄭成功、鄭經及鄭克塽三世統治共二十二年
。
明鄭統治臺灣的時間雖然不長，但卻是臺灣歷史上首個漢族政權，同時亦為一以閩南民系為主體的事實上獨立政權，對臺灣政治認同發展有重要意涵，其影響極為深遠持續至今。明鄭以臺灣為反清復明據點，號召大批仁人志士隨其渡臺並形成一大明朝遺民群體。他們於明鄭與滿清鬥爭中既堅持漢族「華夷之辨」的儒家正統觀，同時又產生割據臺灣對抗滿清的本土意識。該現象的本質是明朝遺民對抗滿族統治的民族精神，渡臺後轉化成熱愛臺灣這塊不受滿清統治土地的本土意識。此一民族精神與本土意識的並存與互動，構成了臺灣漢族民眾反抗滿清統治的兩個思想層面。

## 名稱

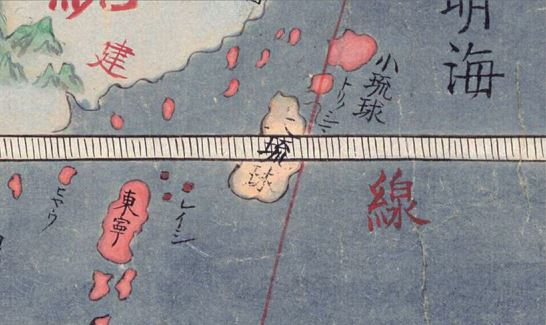
日本人新井白石臨摹《坤輿萬國全圖》並上色的地圖（1708年版），上面標示東寧

明鄭時期又被稱為鄭氏治臺時期、郑氏时代（时期）、南明郑氏治台时期、南明郑氏治理时期、明鄭王朝、鄭氏王朝、東寧王朝、國姓爺王朝（Koxinga dynasty）等。
明鄭，清代官書稱之為「偽鄭」、「逆鄭」、「海逆」，記載鄭經將東都改為「東寧省」，升天興、萬年二县为州，又稱「東寧國」 。朝鮮史料《李朝實錄》，稱呼鄭經時期（1670年）的明鄭為大樊國或大樊。當時也有西方人稱之為福爾摩沙王國（英語：Kingdom of Formosa）、台灣王國（Kingdom of Taiwan）。現今又被稱為明郑政权、延平王國、鄭氏王國、東寧王國（Kingdom of Tungning、Reino de Tungning）等。明鄭下轄的台灣地區，也稱為明郑台湾。

## 歷史

### 鄭家崛起
鄭芝龍原為東海及南海一帶海域勢力最大的海盜，於明崇禎元年九月（1628年9月27日－10月26日）接受朝廷招安獲賜任海防游击，號「五虎游擊將軍」。其於獲朝廷認可後，經營海運貿易生意更如日中天，成為了東海至南海的海上霸主。其隻手遮天之程度於史載敘述可見一斑：「凡海舶不得鄭氏令旗者，不能來往。每舶例入三千金，歲入千萬計，以此富敵國，自築城安平鎮」；「從此海氛頗息，通販洋貨，內客外商，皆用鄭氏旗號，無儆無虞，商賈有二十倍之利，芝龍盡以海利交通朝貴，寖以大顯」、「八閩以鄭氏為長城」，至此，明鄭勢力的通商範圍廣及：大泥、浡尼、占城、呂宋、魍港、北港、大員、平戶、長崎、孟買、萬丹、舊港、巴達維亞、馬六甲、柬埔寨、暹羅。 ，甚至連歐洲列強荷蘭東印度公司的營運亦受到鄭芝龍勢力的影響，地方商貿周濟不順，意圖數度聯合其他勢力攻擊鄭芝龍，但居然被鄭氏海軍擊潰。

### 抗清
明末烽煙四起，內有流寇作亂，外有滿清覬覦中原。1644年4月25日（明崇禎十七年三月十九日）甲申之變，大順李自成攻陷明朝首都北京，崇祯帝城破後自縊煤山，明朝滅亡；明朝遺臣吳三桂因此引清軍入關擊敗大順軍。但滿清入主北京後因兵力不足，暫放慢腳步改採「以漢制漢」戰略，並未有立即進取華南，明朝遺臣得以南遷並在南京擁立明宗室福王朱由崧，建立偏安政權南明以聯合各地漢族抗清，先後由安宗弘光帝（福王）、監國（魯王）、紹宗隆武帝（唐王）、紹武帝（小唐王）、昭宗永曆帝（桂王）等君主執掌。
1645年，滿清豫王多鐸舉兵南下並擒獲福王，弘光政權瓦解，鄭芝龍旋即於其根據地福建擁立紹宗隆武帝（唐王）繼續抗清，並於1644年－1645年間，先後被授予南安伯、南安侯、平虜侯和平國公等爵位，並身兼戶部、兵部、工部三部尚書。然而1646年12月鄭芝龍終為滿人以高官厚祿誘降；其子鄭成功則誓死不降，接起鄭家大旗繼續抗清。
1659年7月，鄭成功北伐兵敗金陵後退守東南沿海地區，其時明鄭損兵折將難以與清軍抗衡，不斷遭圍剿而勢力範圍日漸縮小，為尋找反清復明的長遠基地而於1661年毅然決定東征荷屬福爾摩沙。

### 征服臺灣

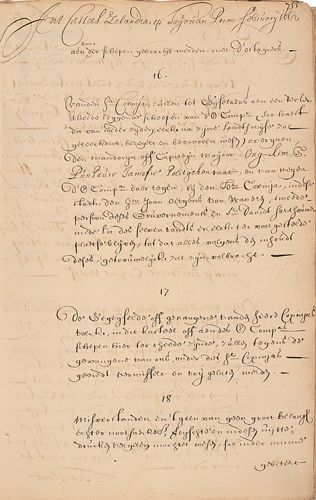
《1662年，鄭成功與荷蘭人的締和條約》荷人十八條：四／荷蘭 海牙國家檔案館藏

明永曆十五年正月（1661年），鄭成功在金門誓師；他親率將士25,000名、戰船數百艘，自金門料羅灣出發，次月抵達明鄭的領地澎湖，四月初二日（4月30日）抵達鹿耳門。並利用漲潮出敵不意地在鹿耳門及禾寮港登陸。以優勢兵力包圍荷軍防守薄弱的「普羅民遮城」，並切斷荷軍水陸交通，不久，普羅民遮城守將貓難實叮（Jacobus Valentijn）獻城投降。
四月初七日，鄭成功親率大軍攻堅固若金湯的荷軍首府「熱蘭遮城」。經派楊朝棟諭揆一投降無效後，即調集火砲朝城堡砲轟，然而在從大員市鎮朝城堡進攻時，卻遭荷軍居高臨下擊退。之後鄭軍即採取長期圍困，同時將多數部隊派往各地囤墾以解決糧食不足的問題。五月二十八日，「荷蘭東印度公司」得知台灣戰況後，決定派七百人、戰艦十艘赴台，於七月初五日抵達。之後雙方稍有接觸，但均無較大戰事。至八月二十三日（9月16日），雙方再度海戰，鄭軍經一小時激戰，擊毀荷艦二艘、俘小艇三艘、殺敵百餘人，其餘荷艦逃往遠海。
閏十月，荷軍發動作最後一次攻擊，但仍寡不敵眾，之後又有日爾曼籍傭兵逃脫，向鄭成功說明堡內荷軍士氣低落，並指出欲取熱蘭遮城，必先取其衛星碉堡「烏特勒支碉堡」（位於今湯匙山上），奪取該碉堡則可居高臨下，砲擊熱蘭遮城最脆弱的「四角附城」。鄭成功遂於當月，著手準備攻城計畫。
十二月初六日（1662年1月25日）鄭軍於鯤鯓半島炮轟烏特勒支碉堡2,500發，命中1,700發左右並幾乎將之夷為平地，荷蘭守軍被迫自行炸毀碉堡殘餘部分後撤退。此役徹底瓦解了熱蘭遮城守軍的士氣，兩天後大員評議會決定議和談判。
大員長官揆一於同年十二月十三日（1662年2月1日）於締和條約簽署投降。至此，台灣台江領地盡落鄭成功之手。

### 設府立家
永曆十五年五月十八日（1661年6月14日)，鄭成功登陸臺灣後仿效明朝中央官制設制六官，並依然對明朝宗室禮遇有加，為其建王府官邸并供岁禄，每次拜封官员亦请诸位大明皇族遗脉和其他宗室在旁观礼，以示尊重体制；又依郡縣制將赤崁城改名「東都明京」，並設置承天府為地方府治的行政中心，府城分为东安、西安、宋南、镇北四坊，各设首领，管理事务。府下並設北天興、南萬年二縣。
為確保軍隊補給充足，明鄭於初步安頓後即開展查戶口、報田產、徵勞力、納稅銀等各種民生工作，並實施「寓兵於農」政策令诸将士至全臺各地屯墾，範圍北達噶瑪蘭地區、南抵瑯嶠一帶，以點狀分佈，按镇分地、按地开垦。明鄭政權於大規模開墾期間多有侵害到原住民諸部的活動空間，導致與原住民政權之間頻繁爆發武裝衝突，如明鄭政權對大肚王國領土的侵犯曾造成數次戰爭。因於大肚王國與瑯嶠等在地政權的抵禦，鄭成功實際的統治範圍，僅約北至二林（今彰化縣二林鎮），南達茄藤（今屏東縣佳冬鄉）。
南明昭宗永曆十六年五月初八（1662年6月23日），鄭成功薨逝，时年38岁，自其征服臺灣至逝世僅13個月。其於逝世後近二十年（永曆三十五年四月，1681年）獲孫鄭克塽追諡「潮武王」。

### 鄭經時期

#### 鄭經克臺
史書記載，鄭經自年少時即已頗為好色，並特別喜愛徐娘半老的中年熟女，幾乎與胞弟的每一名乳母均有私通；鄭成功征臺前，留守思明州（廈門）的鄭經納其中一人陳昭娘為妾並倍加寵愛。鄭成功得知後本令陳氏自行跳海了斷，但鄭經卻以其駐地權勢包庇陳氏並隱瞞父親長達三年之久，駐廈軍懾於世子權勢無人敢通知人在臺灣的鄭成功。陳氏更恃寵生驕霸凌本已長期不受寵的鄭經原配唐妃，滿腹冤屈的唐妃唯有向於明鄭朝廷位居要職的祖父唐顯悅求助。
永曆十六年（1662年）三月，陳氏生下鄭克𡒉，鄭經於是向父報稱為側室所出但隱瞞陳氏身份，一時鄭成功大喜過望，滿朝文武皆賀。不甘孫女受辱的唐顯悅此時即發難上奏向鄭成功舉報揭破鄭經謊言，事件於臺灣醞釀成嚴重政治醜聞。
鄭成功得知被世子欺騙後勃然大怒，下令主管廈門的堂兄鄭泰全數處死董妃、鄭經、陳昭娘與鄭克𡒉等人。鄭泰固不認同堂侄不倫之舉，但亦無法接受堂弟對血脈族親滅絕人性的手段、以及大規模肅清宗族必然引致軍心動搖的後果，起初與奉命渡海來廈的都司黃毓談判，打算僅將陳昭娘鄭克𡒉母子首級送回臺灣交差了事，再動員大量宗親為董妃鄭經母子求情。鄭成功得知鄭泰意見後更為憤怒，立即解下佩劍令黃毓回廈斬殺四人，鄭泰無法下手唯有叫黃毓親自找鄭經行刑，但暗中提前通報鄭經，黃毓剛見到鄭經就被其隨從包圍拘捕。
此時在臺灣犯罪的參軍蔡鳴雷投奔廈門，並警告說鄭成功已令周全斌率軍至廈門執行命令，打死不願殺害宗親的鄭泰唯有按洪旭建議毅然以堂兄身份抗命，並令水師於大膽島海域嚴陣以待。周全斌剛接近廈門即被鄭經按黃廷建議圍困繳械並拘捕，並令黃昌收編其部隊。鄭成功聽聞廈門抗命之事大為光火，再令洪有鼎渡海執行命令，唯洪航至東山島時眼見水師守備森嚴，再聽聞周全斌被捕的消息，即嚇得不敢再前打道回臺。被捕的駐臺將領其後更幾乎遭鄭泰以謀害宗室罪名處斬，僅得董妃為顧全大局不計前嫌力保方得保命。此舉被駐臺鄭軍視為公然抗命，令其與駐廈軍之間開始出現嫌隙，成為日後兩岸爭位的導火線。
鄭成功死後，駐臺的黃昭、蕭拱宸等人以鄭經亂倫罪及聯合駐廈軍抗王命為由，於安平擁立鄭成功五弟鄭襲為監國，將軍馬信、黃安不從，馬信於不久後逝世。賞勳司蔡政奉鄭成功之袞龍袍入廈門晉見世子鄭經，洪旭等人遂擁鄭經為「世藩」。同年11月，鄭經命周全斌為五軍戎政，親率陳永華、馮錫範等人攻入鹿耳門。右虎衛黃安聞訊後，率師前來會合，與黃昭會戰並殺之，勝利後領兵進王城誅殺蕭拱宸、張驥與曹從龍等人，流放其族人。事後，鄭襲的家臣蔡雲自縊，鄭襲本人則遭鄭經押回廈門軟禁，不久懼死而投清。

#### 鄭泰事件
嗣位之爭結束後，鄭經繼位。1663年初，鄭經以洪旭守廈門、鄭泰守金門。鄭經聽說鄭泰與之前擁立鄭襲為王的黃昭有書信往來，便懷疑他亦參與逆謀，因此欲召見他，鄭泰卻稱病不見。參軍陳永華以鄭經將回東都為由，委任鄭泰為「居守戶官」，鑄印送至金門並邀鄭泰入廈門餞行。7月10日，鄭泰率兵船赴宴，被鄭經扣留軟禁，船艦皆為周全斌所併，只有蔡璋逃回金門。鄭泰之弟鄭鳴駿與子鄭纘緒率部屬及家眷入泉州投降清朝。鄭泰聞訊後自縊，鄭經王權得以鞏固。

#### 清荷聯盟
1663年11月18日（永曆十七年/康熙二年十月十九日，清軍於荷蘭東印度公司艦隊的協助下進攻明鄭統治之廈門、金門，明鄭儘管拼死奮戰擊斃清提督馬得功，但仍寡不敵眾，清軍20日（二十一日）終於廈門登陸並乘勝攻佔金門、浯嶼，明鄭軍退往銅山。戰後軍心動搖，大將周全斌降清，鄭經眼看無法固守，只好於翌年3月棄守閩南沿海諸島並全面撤至臺、澎，除軍隊外眷口及文臣、宗室、遺老共約七千人一同撤出，於初十日抵臺；此次退守臺灣是鄭氏所代表的南明抗清勢力的總撤退，此後鄭經將「東都」改為東寧。1664年4月10日（永曆十八年/康熙三年三月十五日），清軍進攻銅山，明鄭完全失去大陸領土。荷軍更乘勢於8月27日重佔雞籠。
1665年，清荷聯軍繼續進攻澎湖，卻遭遇颱風而無功而返，清廷因此放棄了攻臺，轉而於1667年7月與鄭經展開首次談判。面对清军和荷兰军队咄咄逼人的态势，鄭經聲稱台灣「非屬版圖之中」、「東連日本，南蹴呂宋，人民輻輳，商賈流通。王侯之貴，固吾所自有，萬世之基已立於不拔」；於1669年的和談中，派遣柯平、葉亨赴泉州與清廷議和。鄭經再度強調鄭氏佔領台灣是「建國東寧」、「於版圖疆域之外，別立乾坤」，然而兩次的談判鄭經皆以不接受薙髮拒絕清朝，並用箕子朝鮮作比喻，談判最終破局。最終清廷亦無重拾攻臺計劃，改以遷界令封鎖東南沿海，明鄭暫得以偏安臺灣。
清朝的立即威脅解除後，鄭經旋即於1666年率兵進攻雞籠的荷蘭守軍，雖然戰敗，但荷方亦受海禁打擊無法貿易，缺乏資源補給導致難以防守，終於1668年再度撤出並自此放棄臺灣。

#### 偏安東寧
1664年8月，鄭經認為永曆帝駕崩後臺灣已無稱行都的必要，乃「謹守藩封」而改「东都明京」為「東寧」，建都安平鎮於熱蘭遮城，經過加以翻修稱之後，台人稱之為「王城」。对内奉南明永历帝正朔，对外与占据中原的大清互不统属，所谓“东宁建国，别立乾坤”，始有开国长治之想，经营成效斐然。明鄭政權的有效統治地區僅限於臺灣西南部地區，其他地方則有大肚王國、大龜文、瑯嶠等原住民政權管轄。
鄭經即位後任用陈永华为谘议参军，拓展实业，整饬吏治，强固治安，以官田、私田、屯田三田并用，使得饱经战乱的台湾得到休养生息的机会，也得到了发展的机会，一时间称为乐土。1668年，鄭經还派军收复了荷兰人在台湾北部最后的据点—基隆，在台湾南北路和澎湖设置三个安抚司，在福建泉州一带建筑了19个具有军事性质的寨子，巩固了台湾内外围的防御。期间清军虽然两次进攻澎湖，都因郑军防守的当使得清军无功而返。此后十年间，台海维持了相对的稳定局面。
鄭經試圖以貿易來提升其實力。除了與清朝進行走私貿易外，日本的德川幕府也是其重要貿易夥伴，大量進口日本的銀、銅等金屬與盔甲以武裝鄭軍，雙方貿易於1665至1672年達到高峰，鄭經更允許日本商人居於雞籠以促進貿易交流。日人以「東寧国王」稱呼。鄭經亦於1672年邀請英國東印度公司來到台灣，並與之簽訂通商條約，出口糖與鹿皮並進口西洋槍砲以增強鄭軍的戰鬥力，另外更請求英國人訓練砲兵，戰爭時更借用英國炮手作戰。

#### 西征大清
1673年，清朝平西王吳三桂起兵反清，史稱三藩之亂。1674年4月21日，清朝靖南王耿精忠起兵響應，隔海邀請鄭經加入。鄭經允之西征，但是只是联合发出讨伐满清檄文，并未联合出兵北伐，双方都是借此机会扩大地盘。鄭經渡海後，要求耿精忠將漳州與泉州交給自己，佔領整個福建的耿精忠拒絕，鄭經遂出兵佔領海澄與同安，雙方開始交惡。然而，泉州、漳州以及潮州陸續投靠鄭經，耿精忠見情勢不對便出兵進攻泉州，為明鄭將領劉國軒所擊退，雙方接著又持續相互進攻、戰鬥。1675年，耿精忠與鄭經談判，雙方以楓亭為界，北屬耿氏、南屬鄭氏，平息戰鬥。1676年，鄭經擊敗平南王尚之信，迫使尚之信加入反清行列，鄭經隨後佔領惠州。由於鄭經於擁有漳州、泉州、潮州、惠州等四座首府後，又攻下汀州，因此與耿精忠的聯盟再度破裂，腹背受敵的耿精忠只好降清。耿精忠降清後，獨自面對清軍的鄭經節節敗退，明郑所得闽粤各地全部得而复失，前功尽弃，最後只好退回廈門，自此一蹶不振。
1677年退回廈門後，清朝再度與鄭經展開和談，清朝康親王傑書向鄭經許諾鄭經若從中國大陸沿海的島嶼撤退，就答應比照朝鮮，成為清朝藩屬並通商、永無猜嫌。1678年的和談中，清朝將領賴塔給鄭經的書信中聲稱，如果鄭軍肯退守台灣，則「本朝何惜海外一彈丸之地」，鄭氏可永據台灣，清廷把臺灣當成朝鮮、日本一樣的外國，不必剃髮易服、稱臣納貢也可以不必。鄭經一開始予以拒絕，但最終於1680年，全面撤離廈門據守台灣，至此明鄭在大陸沿海的主要島嶼喪失殆盡。
鄭經回臺後曾一度嘗試专心治臺，但是面对抗清局面不断恶化，意志开始消沉，移居北園別館，終日飲酒賦詩、棋藝書畫、出外狩獵，將政事全權交予監國世子鄭克𡒉與諮議參軍陳永華。

#### 鄭經去世
1681年3月17日，鄭經因狩獵摔傷不治，薨於北園別館，得年40，統治東寧國近20年。1681年（永曆三十五年）四月剛登基的元子鄭克塽追諡其父王為「潮文王」。

### 東寧之變
1679年，鄭經西征之際，因其並無嫡子，聽陳永華之請將庶長子鄭克𡒉立為世子，並授職為監國，號監國世子。由於其辦事英明果斷，頗有其祖鄭成功之風範，因此人稱東寧賢主，但也因此得罪了王叔鄭聰等人。1680年，鄭經西征無功而返，監國世子繼續執政，並深得父親鄭經之信任，但後來其岳父總制陳永華去世，因此監國漸漸在政治上孤立無援。
1681年3月17日（永曆三十五年正月二十八日），鄭經薨逝，逝世前於北園別館將監國鄭克𡒉託付給劉國軒，然而明鄭王室隨即爆發權鬥。鄭氏宗親鄭聰等人眼見鄭經已薨，便與馮錫範、劉國軒等人聯手向董太妃進讒言，誣衊鄭克𡒉乃李氏之螟蛉子，董太妃一時不察便下令收回鄭克𡒉之監國印璽。得到董太妃允許後，劉國軒與馮錫範便領兵進入延平王府捉拿監國、囚禁於北園別館，並於當夜遭鄭聰等人謀殺。監國遭謀殺後，原意僅是罷免鄭克𡒉的董太妃亦無力挽回，遂命監國夫人陳氏將鄭克𡒉之遺體送返延平王府、收斂守喪。喪畢，陳氏自縊。世子鄭克𡒉遭弒殺後，自責的董太妃也於同年6月去世。20日（二月初一），馮錫範擁立年僅12歲的女婿鄭克塽（元子）為王；自此朝政大權旁落入外戚馮錫範與劉國軒手中，民心漸趨渙散，明鄭亦從此一蹶不振。

### 降清滅亡
1682年9月，明鄭降將施琅上書康熙帝請求征台，康熙允之。翌年6月，施琅奉康熙詔，並效法當年鄭成功征臺先進攻澎湖。7月10日於澎湖附近海域遭遇並擊潰劉國軒率領的明鄭水師，繼而於16日佔領澎湖，史稱澎湖海戰。
1683年（永曆三十七年）9月，鄭克塽與眾臣商議後呈降表，魯王世子朱桓、瀘溪王朱慈曠、巴東王朱江、樂安王朱俊、舒城王朱著、奉南王朱熺等其他明朝宗室随其降清，而寧靖王朱術桂身着大明衣冠而自殺。10月8日，施琅入臺受鄭克塽投降，明鄭正式滅亡，臺灣亦自此正式進入清治時期；從1661年（永曆十五年）4月鄭成功入台到鄭克塽1683年（永曆三十七年）9月降清為止，計於臺灣經營共23年。
為防止明鄭遺民反叛，清廷滅明鄭後將明朝宗室、鄭氏王室、明鄭朝臣們及其親屬大舉遷往中國大陸。其中，鄭成功家族納入上三旗管束；文武官員與士兵則分別遷至在山東、山西及河南諸省墾荒，使臺灣失去可能領導反清的人物；甚至不惜鄭成功、鄭經等郑氏在臺王陵悉数迁葬中国内陆。
至於明鄭的大量遺民，清廷則採取以漢治漢的策略，長期以攻台將領擔任台灣軍事首長。如福建水師一職從1684年至1721年計37年間共歷施琅、張旺、吳英、施世驃四任提督，除張旺之外，其他皆是攻台將領，尤其是施琅、施世驃父子共任職達25年之久。在陸路提督方面由萬正色、吳英、藍理皆為攻台將領。

## 行政區劃

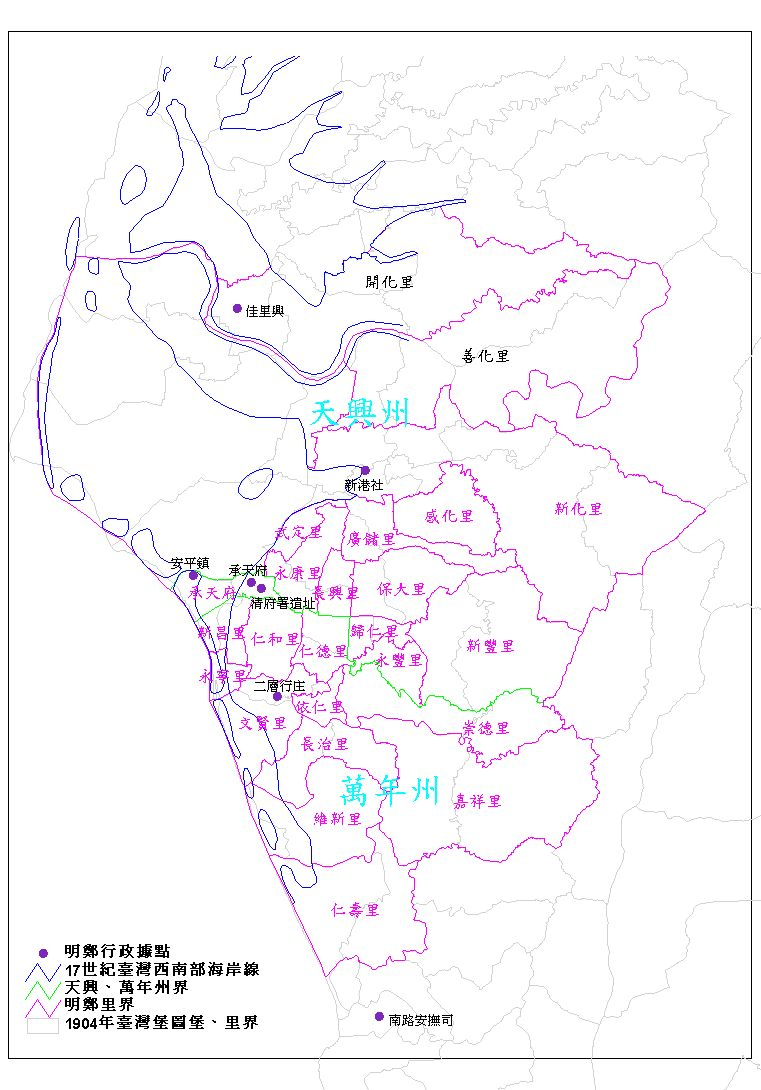
明郑时期行政區劃示意圖

地方行政方面，可分為兩個階段：鄭成功時期與鄭經時期。1661年，鄭成功擊敗荷蘭東印度公司，五月佔普羅民遮城，改赤崁地方為東都明京，臺灣總地號為「東都」。还實施郡縣制度，設置了「一府二縣」，承天府、天興縣以及萬年縣，並以承天府安平鎮為京畿。其中，天興縣縣治設於佳里興（今台南市佳里區），而萬年縣縣治則設於二贊行（今台南市仁德區二行里）。此外，明郑还先后设置了思明州、思明县，管辖厦门、金门等岛屿，鄭氏時期就存在的地名有左營、新營、小新營、舊營、柳營、林鳳營、中營、下營、大營、後營、前鎮、後鎮、二鎮、左鎮、後勁、官田、北港、大甲、淡水等地名。
1662年，鄭成功逝世，世子鄭經經歷政爭後掌权，對行政區劃進行變革。全面實施並沿用鄭成功設置的郡縣制度，但稍稍做出變革。保留承天府，京畿承天府主事官為承天府府尹，改二縣為二州，即地方的天興與萬年兩州主事官則為知州（鄭成功在位時期則為兩縣知縣），於天興州以及萬年州之下，設有「二十四里」。为了安撫原住民族，於原住民居住地區，設置澎湖、北路以及南路等三個安撫司，其主事官為安撫使，形成「一府二州三司」平行的體系。承天府京畿地區又設有東安坊、西定坊、鎮北坊以及寧南坊四坊，坊設簽首。承天府以及兩州的里級行政區則設有總理。簽首及總理兩職負責的職務如：戶籍、遷徙、婚嫁、出生、死亡等基層民事，並規定按時彙呈州府。

## 政治
在行政上，延平王擁有至高的權力。延平王之下，設有諮議參軍又称为幕府，總理國政。參軍府轄下又設立六官（吏、戶、禮、刑、兵、工），六官皆設有主事，其下又設都事，品秩分別比照侍郎與郎中。另外，又設立察言司、承宣司、審理司、賞勳司、中書科、儲賢館、育冑館等官僚機構。1674年，鄭經西征清朝，命陳永華為東寧總制，於六官之上；然而，鄭經諸弟驕橫難制，鄭經因此於1679年立長子鄭克𡒉為世子，並授職監國，於總制與六官之上，總理國政。東寧之變後，馮錫範掌權，並以侍衛鎮掌政，並身兼諮議參軍之職，而六官則繼續實行。明鄭官員在鄭成功時自稱為「卑職」，在鄭經時則改為「臣」，制度已趨成熟。

## 軍事
鄭成功與陳永華、鄭經、劉國軒經營的屯兵態勢或軍事規模是台灣首見。永曆十五年（1661年），鄭成功除固守金門數萬水師之外，親自率領約25,000名士兵攻打台灣大員，打敗荷蘭東印度公司的部隊，展開對於台灣的統治。明鄭時期的軍事制度與組織淵源複雜，且經多次變革。如簡化之，其官職大約可分為五軍戎政（五軍戎務）、總督軍務、管軍提督、將軍、親軍衛鎮、陸師鎮、水師鎮及監軍數部份。永曆三十七年（1683年）明鄭覆滅後，鄭軍將領與軍隊悉數被強迫內渡中國，而據《欽命太保建平侯鄭造報官員兵民船隻總冊》，據守台灣的官兵共有37500名。
| 明鄭         |             |        |                |                |
| 主要軍事力量 | 兵力        | 統帥   | 指揮統治       | 時間           |
| 鄭軍         | 37500名以上 | 延平王 | 延平王、正總督 | 1662年－1683年 |

| 先前機關： 荷蘭東印度公司 | 台灣軍事 1661年－1683年 | 後繼機關： 台灣鎮（大清) |

### 部隊編制
南明福王、魯王以及唐王相繼敗亡後，其東南沿海的軍力逐漸整併至鄭成功麾下。這些部隊分成水師左、右、前、後、中五軍，中軍由鄭成功親自掌管，其餘前軍張名振、後軍周崔芝、左軍林察、右軍周瑞則皆為南明的殘餘勢力，並在日後的多次戰役中逐漸凋零瓦解。鄭氏統領的中軍之下又分成前、後、中、左、右五提督，五提督在五軍瓦解之後，成為明鄭軍事的高階單位。在五提督之下即為提督所轄的各鎮，原則上也分為前、後、中、左、右五鎮。不過，五提督的軍力僅是明鄭的一部份，除此之外尚有延平王直屬掌管的親軍鎮以及多個「獨立鎮」。鄭成功主政時期的獨立鎮已大致編制完成，至鄭經西征參與三藩之役時，又擴編了七個軍鎮系統。
| 鄭成功主政時期   | |
| 軍鎮系統         | 軍鎮番號 |
| 五鎮系統         | 前鋒鎮、後勁鎮、中權鎮、左先鋒鎮、右先鋒鎮 |
| 衝鋒系統         | 衝鋒前鎮、衝鋒後鎮、衝鋒中鎮、衝鋒左鎮、衝鋒右鎮 |
| 援剿系統         | 援剿前鎮、援剿後鎮、援剿中鎮、援剿左鎮、援剿右鎮 |
| 護衛系統         | 護衛前鎮、護衛後鎮、護衛中鎮、護衛左鎮、護衛右鎮 |
| 宣毅系統         | 宣毅前鎮、宣毅後鎮、宣毅中鎮、宣毅左鎮、宣毅右鎮 |
| 五常系統         | 仁武鎮、義武鎮、禮武鎮、智武鎮、信武鎮 |
| 五兵系統         | 正兵鎮、奇兵鎮、遊兵鎮、英兵鎮、殿兵鎮 |
| 五行系統         | 金武鎮、木武鎮、水武鎮、火武鎮、土武鎮 |
| 數目系統         | 水師一鎮、水師二鎮、水師三鎮、水師四鎮、水師五鎮 |
| 方位系統         | 水師前鎮、水師後鎮、水師內司鎮、水師左鎮、水師右鎮 |
| 星宿系統         | 角宿鎮、亢宿鎮、氐宿鎮、房宿鎮、心宿鎮、尾宿鎮、箕宿鎮、斗宿鎮、牛宿鎮、女宿鎮、 虛宿鎮、危宿鎮、室宿鎮、壁宿鎮、奎宿鎮、婁宿鎮、胃宿鎮、昴宿鎮、畢宿鎮、觜宿鎮、 參宿鎮、井宿鎮、鬼宿鎮、柳宿鎮、星宿鎮、張宿鎮、翼宿鎮、軫宿鎮 |
| 鄭經西征時期擴編 | |
| 軍鎮系統         | 軍鎮番號 |
| 樓船系統         | 樓船前鎮、樓船後鎮、樓船中鎮、樓船左鎮、樓船右鎮 |
| 果毅系統         | 果毅前鎮、果毅後鎮、果毅中鎮、果毅左鎮、果毅右鎮 |
| 建威系統         | 建威前鎮、建威後鎮、建威中鎮、建威左鎮、建威右鎮 |
| 揚威系統         | 揚威前鎮、揚威後鎮、揚威中鎮、揚威左鎮、揚威右鎮 |
| 折衝系統         | 折衝前鎮、折衝後鎮、折衝中鎮、折衝左鎮、折衝右鎮 |
| 龍驤系統         | 龍驤前鎮、龍驤後鎮、龍驤中鎮、龍驤左鎮、龍驤右鎮 |
| 五義系統         | 振義鎮、奮義鎮、昭義鎮、英義鎮 |
| 其餘獨立軍鎮     | |
| 其餘軍鎮         | 鐵騎鎮、神器鎮 |

### 親軍鎮
提督之下設「衛」與「鎮」。衛為親軍，鎮則非親軍。鄭成功尚未占領台灣之前，親軍為鎮，稱為「親丁鎮」。1650年增設「戎旗鎮」。1652年親丁鎮全鎮覆沒，而未再設置之。1656年擴編戎旗鎮為左右二鎮，1658年則改名為左右武衛。同年，又增設仿日本武士的親軍部隊－左右虎衛。1662年，鄭經承嗣延平王，升左虎衛黃安為勇衛，其位於武衛與虎衛之上；黃安歿，諮議參軍陳永華繼之。又設置侍衛，由馮錫範統領，位於勇衛與武衛之後。鄭經死後，外戚馮錫範發動政變，殺監國克𡒉，改立元子鄭克塽為王，並開始以侍衛掌政、統領六官，直至明鄭滅亡。

### 特種鎮營
特種鎮營中，馬兵有北鎮以及鐵騎鎮；火器有神器鎮。鄭成功攻台成功後，建立護衛鎮，由荷蘭時期的黑人傭兵「烏鬼」（Oo-kuí）組成，手持步槍，專門守衛延平王府。

## 經濟

### 農業經濟
在經濟方面，明鄭於台灣經濟史仍佔有一定比例。其中，以經貿與農業為主。於農業經濟方面，為了解決軍隊兵糧問題，不論鄭成功或鄭經基本上都貫徹「寓兵於農」的策略，也是諸將士平日分散各耕地，按鎮分地、按地開墾。這種具有營盤田、文武官田的土地私有制，於定則徵賦的經濟模式下，大量提供經濟產能。根據統計，包含承襲荷據已開墾的「王田」、後續開發的營盤田、官田、私田等，明鄭時期拓墾的田地超過一萬八千四百五十四甲以上。此等經濟開發，雖造就農耕文化盛行的漢人，但鄭氏王朝擴張領土的行動，卻也同時讓台灣原住民面臨比荷西時期更嚴重的生存危機，導致與大肚王國發生衝突，並對平埔族展開屠殺。為了軍需民食，台灣農產重心由糖轉米，這個農業經濟的性格轉變直至今日仍影響台灣。西元1665年，陳永華的農業水利更促使漢人移民至今高雄的方向發展。除此，陳永華引進同安製鹽法至台灣來發展鹽業經濟，除此尚有鹿皮、鹿角、鹿脯等土產的外銷，因此多鹿的台灣，來自原住民團體的捕鹿業，也是早期台灣的重要經濟產業活動。明鄭時期對16歲以上男子課「人丁銀」；有別於荷蘭統治臺灣時期對七歲以上的漢人移民課以「人頭稅」（能以鹿皮繳交）。

### 貨幣制度

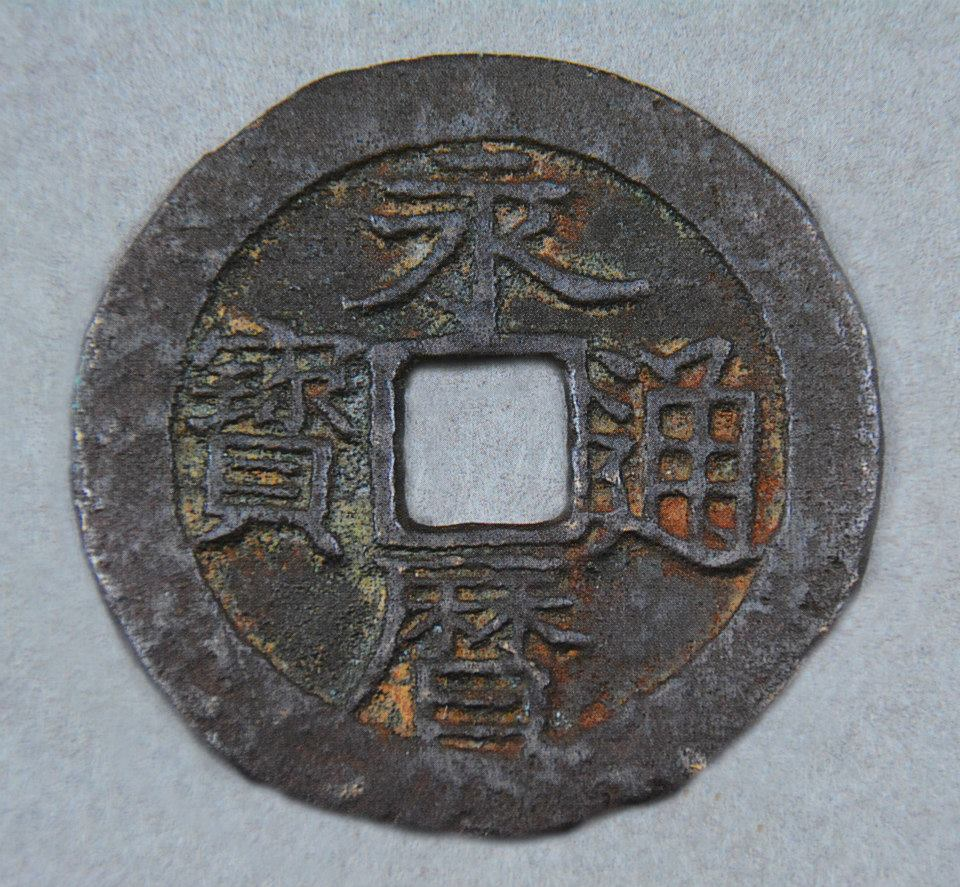
明鄭委託日本，於長崎鑄造永曆通寶。此圖為南明在中國西南地區鑄幣，非明鄭用幣

鄭成功奉明朝為宗主，以永曆政權為正朔，因此發行永曆通寶銅錢作為流通主要貨幣。鄭經主政後，陳永華的中央政府體制，除了可以行使及於台灣南部的主權力量，也著實成為一個個別經濟體。由於貿易對象眾多，因此流通東寧的貨幣可以分為銀幣與銅錢二類，銀幣又有銀元與銀錠二者。
銀元主要是西班牙銀元，於荷蘭與西班牙時期大量進入台灣流通。東寧建國後，銀元持續流通，依外型與重量主要分為劍錢、圓錢、方錢以及茇等類型：
- 劍錢：重9錢，主要為荷蘭人所鑄。
- 圓錢：又稱為「花欄錢」，重7錢2分，因此俗稱「七二銀」。同時亦有2當1以及4當1的重3錢6分與重1錢8分者。另外又有重6錢8分者，俗稱「六八銀」。
- 方錢：與圓錢同重，皆7錢2分，俗稱「番餅」。
- 茇：即「銀角仔（gîn-kak-á）」，重1錢8分、9分或4分5釐。來自咬留吧（爪哇）以及呂宋。

銀錠多由鄭氏攜入台灣，加以戳记。東寧戶官楊英，曾遣人前往麻豆社、新港社、目加溜灣社以及蕭壠社，以銀錠交易買糴禾粟。
銅錢，鄭成功在台灣發行永曆通寶，同時明朝其他時代銅錢、宋元等前朝銅錢和日本銅錢同時流通與市。
- 永曆通寶：永曆通寶在永曆帝當政時在中國西南地區開鑄，明鄭亦行用此錢，1662年永曆帝死後，鄭經奉永曆正朔而自主在台灣繼續發行。由於台灣不產銅，因此鄭經主政時期分別於1666年（永曆二十年）、1674年兩度委託日本長崎鑄造銅錢「永曆通寶」。其錢文文字複雜多樣，鄭經所發行主要分四類型：篆書、行書、行楷以及草書[參⁠ 67]。
- 其他時期銅錢：南明同期鑄造的永曆通寶、弘光通寶、隆武通寶等，以及明朝其他時期銅錢、宋元等前朝銅錢等當時亦行用于明鄭。
- 日本銅錢：日本寬永時期鑄造的「寬永通寶」亦流通於明鄭。

### 山海五商
鄭成功在和清軍的多次较量中，控制了“上自舟山，下至南澳”的东南沿海一带，清军为了对付郑成功的海军，采取海禁政策，1661年下令山东、江苏、浙江、福建、广东等地迁界禁海，企图通过坚壁清野和经济封锁来扼杀郑氏。为了突破封锁和敛聚财富，郑成功創立山海五商。山海五商分為山五商與海五商。山五商分別以五行「金、木、水、火、土」為商團名，分布於北京、蘇州、杭州、山東，採購絲綢等中國货物商品并运销外洋。海五商則掌管販運東西兩洋之船舶，分別以五常「仁、義、禮、智、信」為其商團名，皆設立於廈門。山海五商下又設有分支行號，遍佈中國東南各大城港。
「山海商批貨，海五商銷貨」為山海五商之分工模式。山五商向利民庫領取公款，於蘇、杭等地收購絲綢、瓷器等貨品，並交予海五商後，再至利民庫結帳並提領下一批公款。海五商交接獲物後，交予船隊。船隊交易結束後，再至利民庫結帳。山海五商各司其職。船隊方面則以航線作為區分。東洋船隊以日本、台灣、呂宋為主要航線；西洋船隊則是航行於南洋、波斯，戰爭時轉調戰船使用。山海五商與東西兩洋船隊皆隸屬於中央的戶官管轄之下，財務各自獨立，無從屬關係。另外，「領本獨立販運個商」則是向鄭成功借貸資本、繳交利息並受監督的商團。將蘇杭貨品運至海外銷售，回航時採購海外貨物並售予廈門之海五商。無論山五商、海五商或者是個體戶商團，除了商業活動外，亦從事情報工作。
鄭經主政後，承繼之。1664年（永曆十八年）退守台灣後，清朝實施遷界令，山五商受盡挫折。後採取陳永華之議，以賄賂、秘密交易之手段突破封鎖。鄭經西征時，廈門島之商業再度興盛，而舟山群島則利用行賄，偽裝漁船、獵船出海貿易，並派出海軍巡邏保護海上貿易之安全與順暢。

### 鄭英通商條約
鄭經繼位延平王後，積極拓展對外貿易，因此派出使節團至萬丹（Bantam，今日的西北爪哇）邀請英國東印度公司來台灣進行貿易通商並給予英方優惠禮遇。1670年（永曆二十四年）6月3日，英方船艦萬丹號（The Bantam Pink）與珍珠號（The Pearl）航抵台灣。同年9月10日，英方指揮官克利斯布（Ellis Crisp）與鄭經簽署非正式通商協議。鄭方同意英方20項條款，主要內容大致為：允許英船自由貿易；英人在台可以自由買賣，並將糖與鹿皮等貨品運銷日本與呂宋等地。鄭方則向英方提出17項要求，主要內容大致為：英方船艦入港時須將火砲火槍移交鄭方暫管，離去時歸還；進口貨物售後須繳交關稅3%；派駐2名砲手與鐵匠1名為國王（鄭經）服役並為鄭方製造槍砲；要求英方供應火藥200桶、火繩槍200挺以及英國鐵100擔。
1672年10月13日，鄭英正式締結條約，雙方將先前協議精簡成13條，英方雖對於「入港繳交武器」與「進口稅3%」等要求頗有微詞，但仍然概括接受之。正式條約明文規定鄭方須將砂糖、皮革等貨品之年產量的三分之一售予英籍商人。鄭方要求之軍需品雖不見於此條約，但正式條約第4條仍載：「公司所屬英國人或其他國人，在英國首長之允許以及本人同意之情況下，得被鄭方留用或徵用為其國王或臣民服務。此條約對英方來說是為了拓展國際貿易版圖，而鄭方則是為了取得軍火以增強軍事力量。
簽訂條約後，英國東印度公司於1672年在安平設立商館，而英方則是積極爭取與清朝、日本進行直接貿易，但與日方交涉重新設立商館，仍遭日方拒絕。1675年，鄭經為獲得英製武器，因此與英國東印度公司追增補充條款：英方運銷之貨品應有槍200挺、鐵100擔，而鄭方則是同意英方於廈門設立商館。
雖然雙方簽訂通商條約，但英國東印度公司卻因鄭方對貨品的種種限制而經營不善。1680年，鄭經西征失利，英國東印度公司因此關閉廈門商館。台灣商館則因為英國貨品不易銷出；絲綢緞無法取得；與日本之貿易不通；鄭方對商品的嚴格管控，仲介貿易利潤無法獲得；鄭方積欠大量貨款債務，所以無法繼續維繫雙方關係。1681年，英國人關閉台灣商館，僅留一人代理清理債務。雙方關係遂告一段落。

## 人口
根據《臺灣通史》的推斷，明鄭晚期的台灣人口，已經近趨二十萬人。

## 文化

### 教育

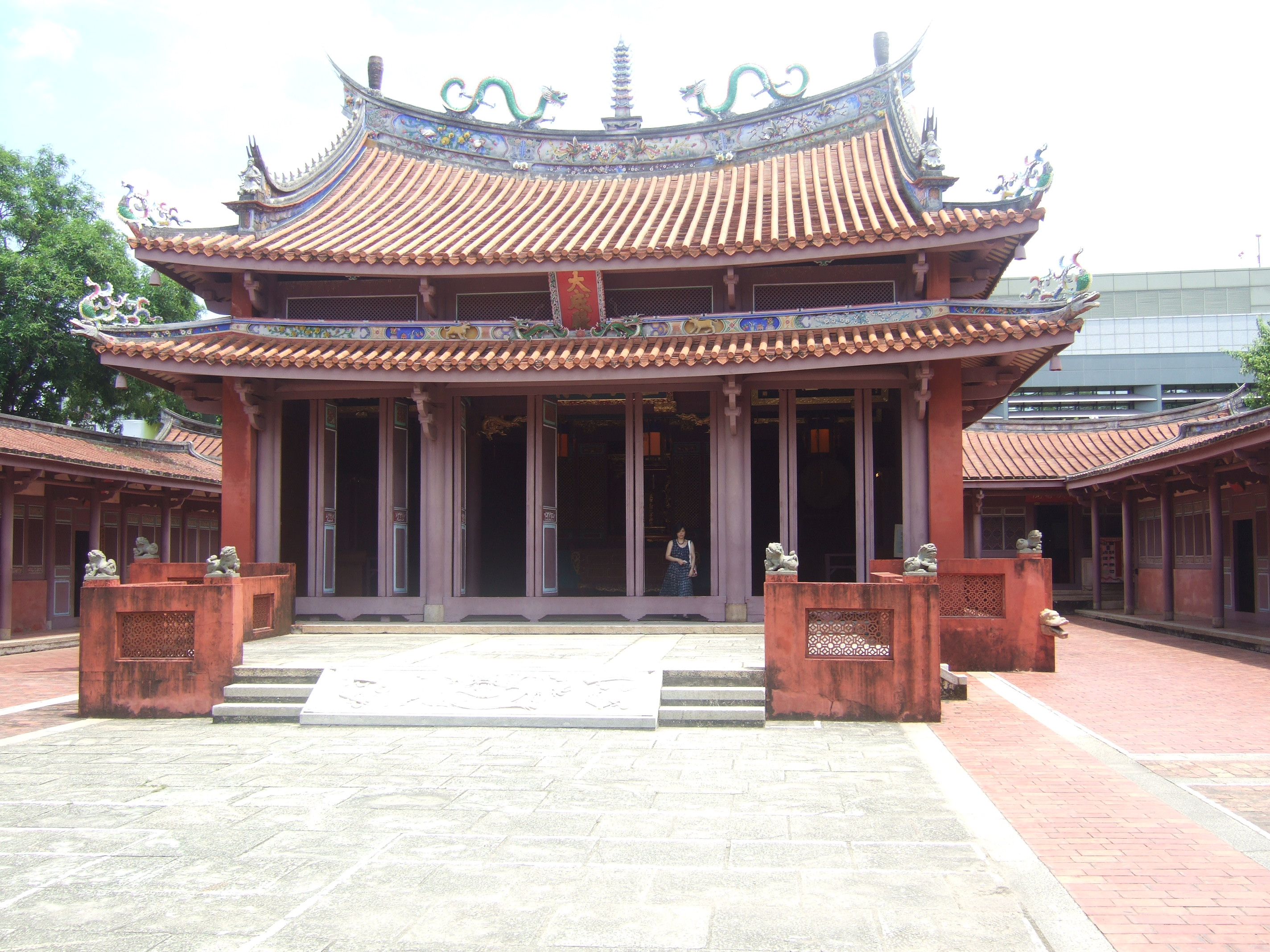
明鄭的先師聖廟（全台首學），至今仍舉行「雅樂十三音」儀制的釋奠大禮

1661年，鄭成功抵台灣，開中華制度之始，未致力於推行漢文化教育。鄭經繼承王位後，初期亦因忙於對抗清荷聯軍而無暇文教；直至1664年敗退東寧才開始建設並推行台灣文教。鄭經鮮少親理政事，多委由宰輔陳永華掌理。1665年9月，陳永華認為開闢屯墾略顯成果，啟奏鄭經請求興建聖廟、普設學校；起初，鄭經以「荒服新創，不但地方侷促，而且人民稀少，姑暫待之將來」等語推辭，但在聽完陳永華以下言論之後，鄭經立刻下令擇地興建聖廟。
昔成湯以百里而王、文王以七十里而興，豈關地方廣闊？實在國君好賢，能求人材以相佐理耳。今臺灣沃野數千里，遠濱海外，且其俗醇；使國君能舉賢以助理，則十年生長、十年教養、十年成聚，三十年真可與中原相甲乙。何愁侷促稀少哉？今既足食，則當教之。使逸居無教，何異禽獸？須擇地建立聖廟、設學校，以收人材。庶國有廣士，邦本自固；而世運日昌矣。
 — 《臺灣外紀 · 卷十三》
陳永華選定於承天府寧南坊鬼仔埔興建聖廟，命名為「先師聖廟」，並採行「廟學制」於旁設立明倫堂作為國子監。明倫堂為平時之教學場域，此外亦作為飲射、讀法、賓賢學習禮儀之處。聖廟落成之日，鄭經率領文武百官，親詣聖廟舉行祭祀至聖先師釋菜禮，聖廟四周圍繞上千東寧士庶，已深具儒家風氣。聖廟落成後，鄭經又再度下令設立社學，由中土儒士前往民間教導東寧子弟。當時東寧之社學可分為「漢庄社學」以及「土著社學」，學童年滿八歲即進入社學學習經史和寫作，定期實施考課。1666年（永曆二十年）2月，陳永華訂定「兩州三年兩試，照科、歲例開試儒童。州試有名送府，府試有名送院，院試取中，准充入太學」的取材模式。太學教育上，則「仍按月月課，三年取中式者，補六官內都事，擢用陞轉」。
由陳永華所建的台南孔廟，被視為引進漢文化教育典章之初始；日後清朝歷代知府修建文廟時，繕造東大成坊的「全台首學」門額更聞名全國。

### 衣冠制度
1650年代後，清朝多次嘗試與明鄭和談，但從鄭成功以至鄭經，服制問題始終是雙方談判時所重視的條件之一。
清康熙二十二年（西元1683年）明鄭降清，台灣漢人的衣冠服儀制度也有所轉變，根據文獻的記載：「十九日（1683年7月），施琅遣侍衛吳啟爵至台曉喻薙髮...。二十日，克塽令兵民悉遵制削髮。是日，福建總督姚啟聖亦遣...至台招撫，見兵民已薙髮，知功歸於琅，...。十八日，克塽率文武官佐悉薙髮易服」。

### 宮殿

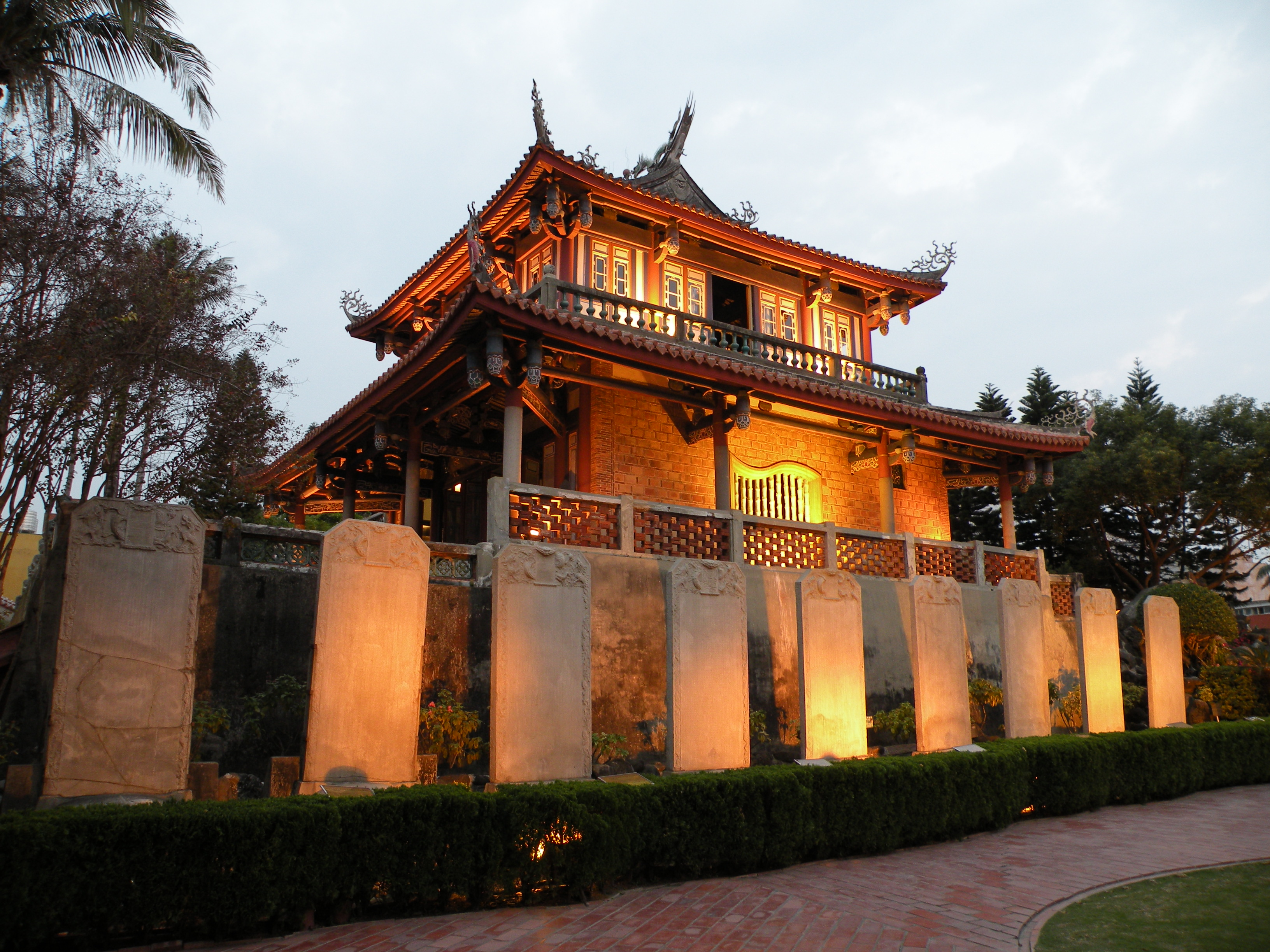
今日之赤崁樓，曾為延平王城

荷蘭人退出台灣後，鄭成功以熱蘭遮城（Zeelandia）為居城，人稱王城（Ông-siânn）。王府分為內、外兩城。1664年，鄭經主政東寧，因為王府設於與本島有台江之隔的安平，所以聯絡、取水不便，因此另在赤崁興建王府，作宴居之用。
1664年，鄭經從福建迎寧靖王朱術桂至台灣，並於承天府（今赤崁樓）旁的西定坊建立寧靖王府邸，且供歲祿於朱術桂。1681年，鄭經去世，鄭克塽繼位。1683年清將施琅贏得澎湖海戰之勝利後，鄭克塽投降清朝，而寧靖王朱術桂則連同五位后妃一起自殺。寧靖王故宮改建為天后宮，供俸媽祖，即為今日台南的大天后宮。
北園別館是鄭經為其母親董太妃所興建的別館，即今日之台南開元寺。由於建於王城之北，故稱之北園。園面西、向台江，環境清幽、儉樸雅致。1680年（永曆三十四年）鄭經西征清朝無功而返，遭董太妃責備，因此漸漸無心於國事，又加上元老重臣陳永華、楊英、柯平等人相繼去世而更受打擊。因此，移居北園別館。1681年，鄭經薨逝於此館。同年又發生東寧之變，監國鄭克𡒉於此遇害。數月後，董太妃逝世於此。董太妃逝世後，北園漸漸荒廢。

### 文藝科學
| 作家   | 作品                                                              | 性質      |
| ------ | ----------------------------------------------------------------- | --------- |
| 鄭成功 | 《延平二王遺集》                                                  | 文學      |
| 鄭經   | 《延平二王遺集》、《東壁樓集》                                    | 文學      |
| 朱術桂 | 〈絕命詞〉                                                        | 文學      |
| 沈光文 | 《文開文集》、《流寓考》、《台灣賦》 《草木雜記》、《台灣輿圖考》 | 文學 科學 |
| 王忠孝 | 《王忠孝公集》                                                    | 文學      |
| 徐孚遠 | 《釣璜堂存稿》                                                    | 文學      |
| 楊英   | 《先王實錄》                                                      | 史學      |

### 宗教

#### 道教、佛教與民間信仰
祭祀官方性質的有「明朝護國之神」稱號的真武玄天上帝的真武廟、鄭氏另外又祭祀教人忠義，保佑商業的關帝；關帝廟數量更是當時之冠。設民廟者寥寥無幾，有守護水師之媽祖廟，有慈悲送子、廣渡眾生的觀音亭；保身康健的醫神大道公廟；以及主祀地府主宰，五嶽山神之首東嶽大帝的東嶽廟。

#### 儒教
至聖先師的孔子廟，素為文人所重。明鄭東寧總制陳永華建了臺南孔廟，附設學堂，人稱「全臺首學」。

#### 真武與媽祖

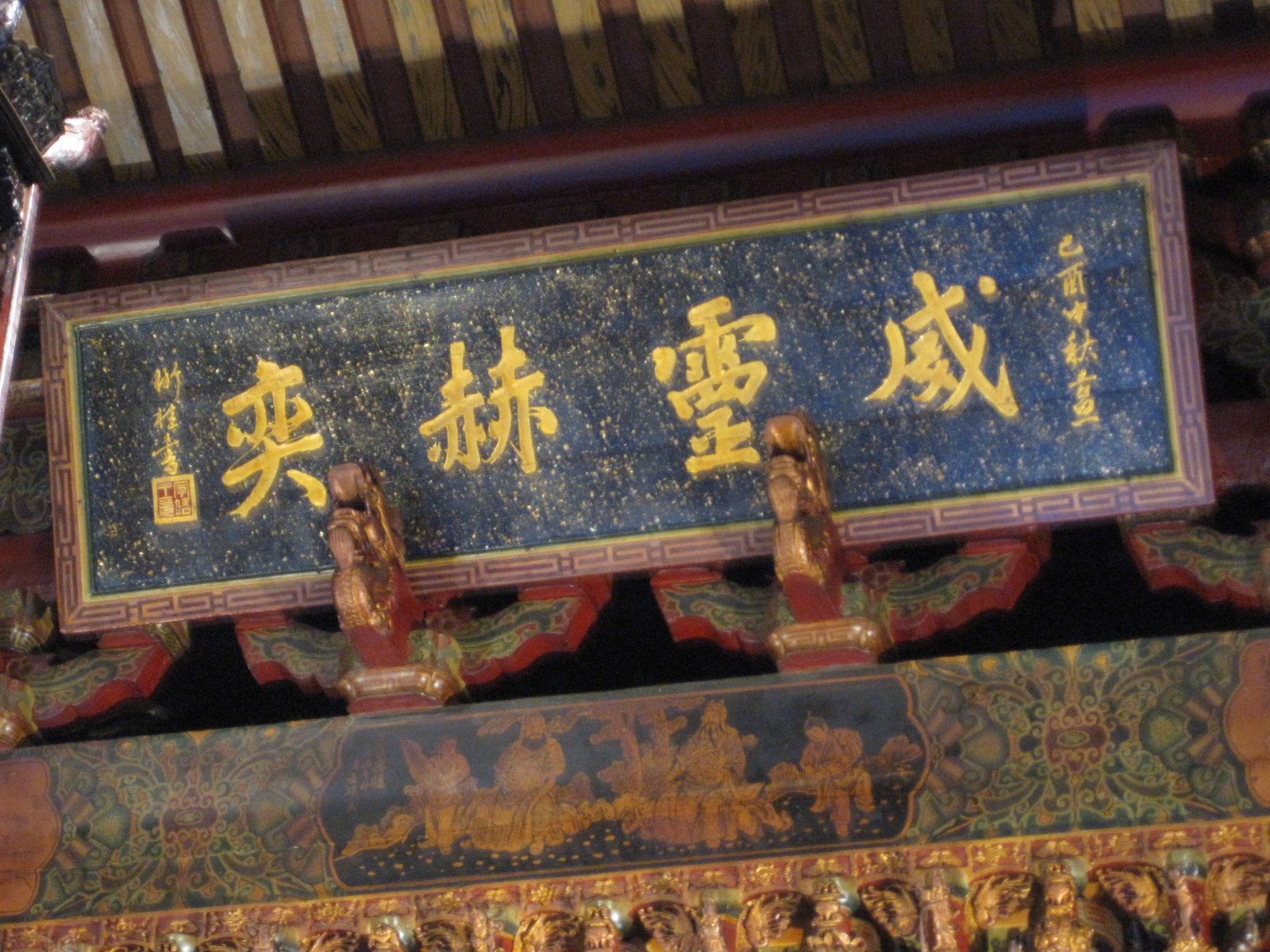
明寧靖王朱術桂「威靈赫奕」匾（現存於臺南北極殿）

由於明朝極重視代表眾星拱辰的真武玄天大帝，奉玄天上帝（上帝公）為護國之神。故明鄭亦將明朝「護國家神」真武大帝奉為守護神；香火傳入大員後大力興建真武廟，促成來台漢人熱切信仰真武大帝；其中位階最高的臺南北極殿享有「大上帝廟」美譽，為官階最高之大廟，敬以春秋兩大祭。當時渡來漢民、兵士、商船航行海上需依靠北極星以進行船舶導航，因此來台漢人亦多數信奉上帝公。但女神媽祖早已名震閩南，水師官兵有相對少數的媽祖信徒，故明鄭官方亦偶祭祀之。
清朝攻台是利用當時相對少數的媽祖信仰，對明鄭官兵發動心理攻勢，明鄭滅亡後，清廷便大肆在台宣揚媽祖神蹟，貶低原有的真武信仰與廟宇位階。故明鄭盛行的玄天上帝延至清治時代中葉後逐漸不及於媽祖。日後清朝遂利用媽祖信仰之宣傳戰對付各種抗清運動，歷經日治時期民間對傳統信仰的凝聚力，最終使媽祖成為信仰主流。

#### 基督教
臺灣北部本為西班牙殖民，有許多天主教信徒，在西班牙敗於荷蘭後多已離去。至於新教方面，在荷蘭統治時期與新教密不可分，研判當時已有不少漢人新教徒及新港社原住民新教徒。代表人物為鄭成功在台通事何斌。隨著荷蘭東印度公司敗退離台後，新教也與荷蘭人一起退出台灣，在台灣傳播首度中斷。

## 外交

### 东亚

#### 清朝
鄭經曾派柯平、葉亨與清廷議和，並要求禮遇同等於李氏朝鮮的國與國地位，但不被慕天顏接受。

#### 日本
由於清軍對明鄭勢力的封鎖，鄭經便開啟對外貿易，其中包含與日本的往來。當時對日本主要輸出品為稻米、鹿皮、蔗糖及來自中國的絲織品，輸入銀、銅、鉛、盔甲、棉布、瓷器等，雙方的貿易量在1665年到1672年達到高峰，為了加強雙邊的貿易關係，鄭經允許日本商人住在基隆。也因為通商頻繁，明鄭亦流通當時日本的貨幣－寬永通寶。

#### 朝鮮
1667年農曆五月初十日，林寅觀、曾勝與陳得等人率領4艘貨船從台灣起程，前往日本貿易，以及請求日本出兵幫助反清復明。途中遇風，1艘貨船於五月二十三日漂到朝鮮，二十五日在朝鮮王朝濟州島大靜縣猊來里浦浦口東邊歧頭處，被當地政府發現，自稱「大明福建省官商人」。船上95人，被稱為「漂海人」，引起朝鮮興趣，隨即他們被帶往漢城。朝鮮自身以「小中華」自居，崇明反清，同情漢族被大清統治不得已剃髮易服，所有如何處置該船及人員就在朝廷上引發爭執，很多朝鮮士大夫聽說「明朝」還存在，異常激動。但由於怕得罪清朝，朝鮮顯宗最終還是力排眾議，決定把他們送交清朝。結果清廷將95人全部殺害。此後朝鮮對台灣漂來船舶改變辦法，不准其登陸，就地遣返，以避免再次發生此類悲劇。

#### 大肚王國
大肚王國為台灣原住民族所建立的部落聯盟，國王自稱為白晝之王，統治著中台灣。1661年，明鄭政權開啟了對臺灣的統治後，大肚與鄭氏的關係就處於敵對的對立關係之中。

### 欧洲

#### 荷蘭
早在郑芝龙时期，明郑势力就开始和荷兰人接触，并且通商。料罗湾战役，荷兰人被郑芝龙打败，此后荷兰人据守台湾，直到郑成功攻下热兰遮城，荷兰人才开始逐渐退出台湾。

#### 英國
1670年7月，與英國東印度公司簽立十三條通商約款，並且在安平設立臺灣商館，主要內容為英人可在台灣自由貿易、關稅為百分之三，公司可得視需要隨時提出條款，台灣國王（鄭經）應盡量承認。為台灣史上第一份國際通商條約。1675年兩方再增補充條款十條。

#### 西班牙
嘉靖四十四年（1565年），西班牙帝國開始殖民統治菲律宾群島；萬曆三十一年（1603年）和崇禎十二年（1639年），西葡聯邦殖民當局两次屠杀在最大島呂宋的华侨华商，死亡人数高达五万餘人。
鄭成功於攻下台湾不久后，聽聞在被西班牙人在菲律宾有杀戮與掠夺华侨的罪行，勃然大怒。永曆十一年（1657年），郑成功曾经致函给爪哇岛巴达维亚的一位华侨甲必丹，要求他停止与菲律宾的西班牙殖民者进行贸易往来。郑成功曾多次对菲律宾华侨表示关切，并提出要率兵攻取菲律宾，以惩罚西班牙人。
永曆十六年（1662年）四月，通過意大利籍神父李科羅向菲律宾的西班牙总督递交国书，谴责其杀戮掠夺华侨的罪行，令其「改邪归正，俯首纳贡」，但西班牙人反因此在马尼拉进行了第三次对华侨的屠杀。郑成功闻讯大怒，决定挥师征讨，为华侨报仇。他一面抚恤安置从菲律宾逃到台湾的华侨，一方面组织筹备军队，派人暗中与在菲律宾的华侨联络，以便到时可裡应外合，但尚未出兵即已病逝。
郑经时期一度曾调集部队準備南下，但因接到耿精忠發動三藩之亂的消息，臨時将部队派往厦门西征討清，攻取吕宋之事半途而废。郑克臧末期，清军进攻台湾，明郑诸臣建议攻取吕宋，以保存大明遗脉，但是遭到了刘国轩和冯锡范等人的反对，打消了攻取吕宋的念头，转头降清。明郑曾有三次机会可以间质吕宋，把制海权推进菲律宾群岛，却因为第一次不能，第二次不想，第三次不敢，永远的失去了机会。

### 南洋

#### 廣南國

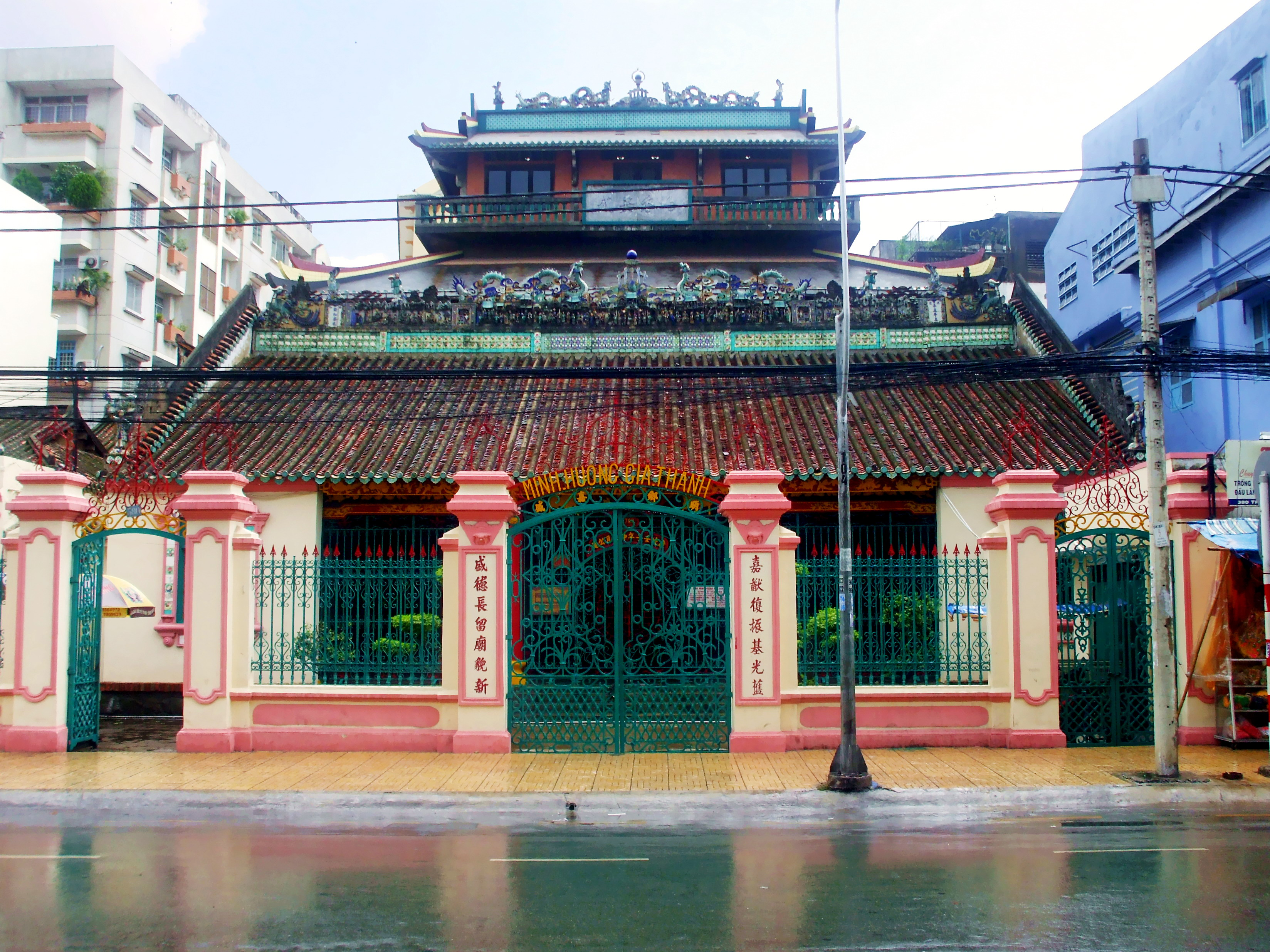
盛嘉明鄉會館，門聯為：
「嘉獻復振基光舊」

鄭經在三藩起事時出兵西進，後因戰事不利撤退，若干將領四散海外，禮武鎮總兵楊彥迪率兵眷三千餘人投奔廣南國，二鎮總兵周雲隆率一隊船在舟山，房錫鵬也有一支船隊在浙江烏洋，黃進在琉球。
楊彥迪被廣南國安置在今越南南部同奈省、巴地頭頓省一帶，他本人對此不滿，率兵移居今前江省美湫市一帶，他的部將陳上川則按照廣南國的安排，定居同奈省、巴地頭頓省一帶。這隻華人的後裔以明鄉人之名傳後世。明清之际移居越南的明国遗民，通常懷有強烈的民族情節，著明服裝、戴明儒巾，保持明朝特色，标榜自身的“明朝人”身份，以中华正统文化的继承者自居。朱姓的明帝國滅亡，而「海上明朝」不滅。

#### 柬埔寨
鑒於日本對鹿皮的需求，鄭氏政權開始尋求從海外收購鹿皮並轉出口到日本，尤其當暹羅更傾向於荷蘭人合作時，鄭氏政權更迫切需要柬埔寨的鹿皮，並設法將荷蘭人趕出此項貿易。因當時柬埔寨受廣南國掌控，1667年鄭氏政權便派出約600位士兵，與廣東海盜商人彪爺（冼彪）合作，宣稱以柬埔寨國王的名義，殺死了約1000位居住在湄公河一帶的廣南人，冼彪後來更襲擊了當地的荷蘭商館，讓鄭氏政權得以軍事同盟為基礎，建立與柬埔寨的貿易關係。

## 争议

### 政权性质

#### 明朝正朔說
根據史載，明鄭於自始自終皆奉南明為正朔、尊永曆帝為帝，並以封國自居，即使永曆帝於1662年遭吳三桂擒殺後，鄭氏依然持續使用「永曆」為年號直至1683年滅國為止。鄭成功受封明朝爵位「延平王」，於對內正式文告中均皆謹守其藩王的身份自稱「本藩」（英語：Pun Poin）；據現存的諸多明鄭外交文書中亦可見，鄭成功代表明鄭與外國往來交涉時一貫自稱為「大明招討大將軍國姓」，而明鄭往後的統治者亦一直沿稱「招討大將軍世子」，從未自稱「本王」、「國王」等；而荷方則稱鄭成功為「國姓爺閣下」，表明他們也認定鄭家是隸屬于明朝的官員。陝西博物館藏有一尊永曆三十三年（1679年）铸造的明鄭火炮，炮身後部铸有3行隶书与篆书铭文：「钦命招讨大将军总统使世子、大明永历己未仲秋吉旦造、藩前督造守备曾懋德」，其中「招讨大将军总统使世子」即郑经。
同時，明鄭亦長期優待禮遇明朝宗室，征臺後即接魯王世子朱弘桓、益王朱怡鎬、瀘溪王朱慈爌、舒城王朱慈𤌄、巴東王朱尊江、樂安王朱俊、奉南王朱熺、魯王公主朱氏姊妹等多名宗室渡海。永曆十七年（1663年），繼位的鄭經也迎寧靖王朱術桂到台灣，於承天府府署（今臺南市赤崁樓）旁的西定坊建立寧靖王府邸，並供歲祿。鄭成功尚未攻臺時曾獲永曆帝特准設置六官方便施政，並可委任官職，武官最高許達一品，文職可達六部主事。每逢有冊封重要官員的儀式，明鄭必會請寧靖王等明朝宗室在旁觀禮以維持宗藩體統。面對滿清，明鄭始終以「大明中興」、「反清復明」或「反滿復漢」為其政治願景，並在臺灣推廣認同明朝的儒學教育，一直保持著流亡政權的統治姿態。1683年，鄭克塽便是以「延平王」的身份向施琅投降，其降表中載明繳納「延平王金印」及「招討大將軍金印」各一。故此許多學者將1949年退守臺灣後的中華民國政府類比為鄭氏政權，因為他們都在中國大陸戰敗而轉進台灣，同時也都宣稱將以台灣作為復興基地以便在未來「反攻大陸」。
廈門大學陳孔立、集美大學林东杰等中國學者認為明鄭效忠於南明，一直堅持反清復明信念，期間更曾為光復南明而支持三藩之亂毅然西征，一度收復閩粵大片領土，故其應屬南明正朔而非獨立政權。

#### 自立政權說

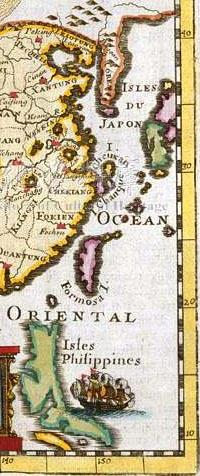
1683年義大利人所繪福爾摩沙與鄰國

明鄭政權雖則貌似對明宗室禮遇尊崇，但實質上相對於鄭氏家族的核心權力，流寓臺灣的明朝宗室卻無甚政治權力。鄭氏在永曆帝駕崩之後並未擁立其他宗室親王為帝或监国，政權決策圈亦未納入領有歲祿的寧靖王朱術桂、魯王世子朱弘桓等人，實際權力完全純粹落於招討大將軍一人，自身鄭氏族人更得以成為統治核心內部；綜觀鄭氏的作為，有許多方面並未遵守郡王家族應有的封建地位。按照法理，鄭氏僅有鄭成功本人接受過永曆帝的冊封而封王，其子鄭經與其孫鄭克塽則從未也無從得到任何明朝皇帝的冊封；然而，鄭經卻在鄭成功薨殂之後，擅自自稱「世藩」繼承王爵並統治東寧；中年後，鄭經更要求東寧士庶向自己「稱臣」，並冊封長子鄭克臧為攝政世子，此等舉動被文人沈光文以「鄭錦僭王」等字句批評。鄭經死後，鄭克塽藉由政變登基，不僅自行晉封「潮王」，鄭克塽亦擅行皇帝職權，分別以「武」、「文」二字追諡祖、父二輩。除追諡之外，王族鄭聰、鄭克壆等人及重臣劉國軒、馮錫范等人皆得到公爵、侯爵或伯爵等不同等級的爵位。此外，鄭經曾留下「建國東寧」、「別立乾坤」等語焉不詳之語句，對此，當代學者各持有不一樣的解讀；究其根本，實因奉明朝正朔永曆年號的鄭氏，如果正式稱帝，將會有竄奪大明正統之虞。因而僅依鄭成功於南明永曆九年四月（1655年）敕封為延平王的郡王爵位，始終以「王」自居。
早於鄭成功征臺之時，南明內部便亦有出現過異議聲音，當時不少明遺均擔心鄭成功不再致力反清復明，反而於臺灣據地為王:282；鄭成功的老師錢謙益亦認為鄭既以臺灣為根據地，恢復中原則更無希望。當中批評最嚴厲應屬南明另一名將張煌言，雖然鄭成功宣稱攻台是為了安置文武百官的家眷，但張煌言認為從未聽說將輜重與眷屬安置外國，又能經營中原的先例:280，直言此舉「暴師半載，使壯士塗肝腦於火輪、宿將碎肢體於沙磧，生既非智，死亦非忠:286」。隨後永曆帝於雲南被滿清大軍壓境、兵臨城下，但鄭成功其時竟因忙於伐荷征臺而未能出兵救援，此事令張往後終身怨恨鄭成功，至死仍無法原諒:281—張即使於魯王病逝解散軍隊後，寧可冒著被清廷捕殺的生命危險匿藏浙江，仍至死不肯渡臺投靠鄭成功，而最終更亦因此被清廷逮獲族誅。鄭經退守台灣後，雖然仍奉南明的永曆正朔，使用永曆年號和「招討大將軍」的印信，但政權本質與鄭成功時代顯然不同，更於1664年8月改名「東寧」，儼然以獨立王國的姿態出現，外交上更曾自行與英國東印度公司簽訂通商條約，條約中尊稱國名為「臺灣王國」或「福爾摩沙王國」、鄭經為「國王」及「陛下（Your Majesty）」、明鄭人民為其「臣民（King's person）」，展顯出鄭氏事實上對內對外的宰制權，足見英日諸國將南台灣視為一個獨立國家進行貿易往來。
美国学者丹尼·罗伊（Denny Roy）認為明朝已經滅亡、台灣不受清朝統治，所以明鄭是獨立政權。学者陈春生亦認為，郑氏政府虽是明朝的延续，但其在台湾实际上已成为一个独立自主的国家。

### 版圖

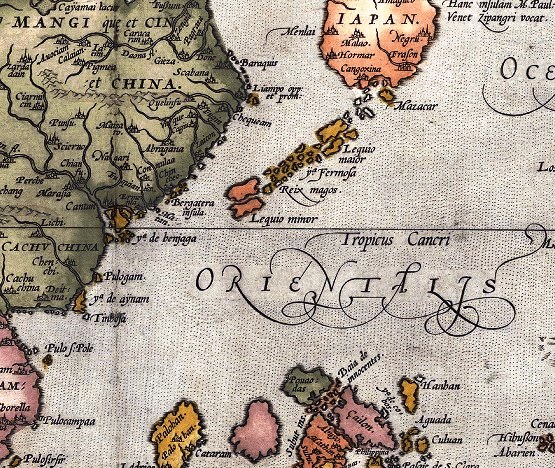
1570年由荷蘭人所繪未橫跨北迴歸線的群島型福爾摩沙及鄰國

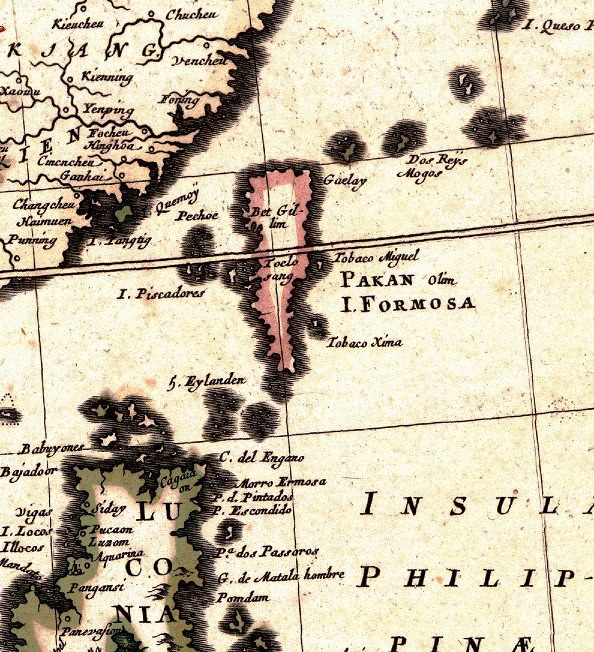
1662年荷蘭人所繪福爾摩沙

早於明太祖祖訓即有提到不征之國，要求後世不可征服內容中的藩屬國，其中台灣列屬藩屬國中的小琉球。荷蘭東印度公司為設立貿易據點而殖民福爾摩沙大員（今臺南市安平區）之時，明帝國對其舉動無表異議甚至支持，亦證明臺灣並非其所認為的領土。中央研究院院士杜正勝與曹永和稱：「明朝雖實施海禁，但台灣不只明朝不管，甚至也不屬任何國家管轄，所以走私船早在當時就在基隆、安平與淡水會合明朝、日本與西班牙、葡萄牙與荷蘭的商船。...根據荷蘭史料，當時東印度公司指揮官萊爾森於1622年到福州談判，明朝官員為了勸誘他們撤出澎湖，建議他們到澎湖以東，一座不屬於明朝的島嶼，也就是台灣，間接同意明朝船隻到大員（今安平）與之通商。...當時明朝官員向萊爾森說：「你不知道大員怎麼去，我們派船帶你去」。這段史料，顯見明朝福建官員知道台灣，卻不把台灣當作屬地。而同樣年代，明代的史料記載的是，官員軟硬兼施，並請海商李旦居中協調，荷蘭的新任長官宋克，才在1624年拆除澎湖城堡的建材，搭乘熱蘭遮城號商船，來到大員上岸，宋克也成為荷蘭建立台灣政權的首任長官，他也在大員建立熱蘭遮城。」明鄭時期的鄭經也曾經自認東寧從來不內屬中土，而是另新闢的海外領土。
清世宗雍正帝更稱：「台灣地方，自古未屬中國，皇考（指康熙皇帝）聖略神威，拓入版圖。」，乾隆年間《重修福建台灣府志》序言：「台灣......然自宋元以前不登經傳。至明季而後，始有荷蘭屯聚......迨康熙癸未，始入版圖，改隸郡邑。」卷二又寫道：“台灣府，古荒服地，先是，未隸中國版圖。」故由清朝皇帝的皇家藏書以及地方官府的方誌而知，清人認知台灣在清朝之前不屬於中國，而是1684年（康熙二十三年）才納入中國版圖。明末清初學者查繼佐在《東山國語》敘述：「臺灣，洋夷也，獨用夏以變夷。」也未將台灣視為中華文化圈的一部分。
而鄭成功為中國收復臺灣的說法，來自20世紀初歷史著作《台灣通史》所載一封鄭成功致荷蘭東印度公司末代大員長官揆一的勸降書：“...然臺灣者，中國之土地也，久為貴國所踞。今余既來索，則地當歸我，珍瑤不急之物悉聽而歸。......”，不見於任何明清文獻，後來經歷史學家考證認為此文是連橫所杜撰，陳昭瑛認為是連橫從江日昇《臺灣外記》所記「此地非爾所有，乃前太師練兵之所。今藩主前来，是复其故土。」改寫。荷蘭語史料文獻《熱蘭遮城日誌》全文節錄鄭成功的勸降信和公告，提到鄭成功是以台灣、澎湖應在中國政府的統治之下，土地是其父鄭芝龍借給荷蘭公司為由，要求歸還其父故土。
另一方面，鄭成功在出征台灣之前，所發表的文告表示：「本藩矢志恢復，切念中興，恐孤島之難居，..冒波濤，欲闢不服之區，暫寄軍旅，養晦待時，非為貪戀海外，茍延安樂。」，有「不服之區」、「海外」之說，其子鄭經亦認為台灣是反清復明的基地，「遠在海外，與中國版圖渺不相涉」。。

### 歷史定位
對當今所謂「台灣問題」與台海現狀持不同政治立場的學者，雖然立論的基礎並不完全一樣，卻不約而同地對明鄭這個短暫的政權有著極高的評價。中華民國於1950年《海天孤憤：鄭成功復國史紀評》一書作者黃天健則強調他「恢復中原」的志向、以及對明朝堅決效忠的國族情懷，而中華人民共和國於1955年《鄭成功》一書作者方白盛讚鄭成功是驅趕「紅毛番」的民族英雄；再者；第三，中華民國於1985年〈渡海〉一文作者林濁水則認為鄭氏政權是台灣歷史上的第一個獨立王國。2016年，多個台灣原住民團體於臺南火車站前，稱對原住民族來說，鄭成功卻是開啟族人不斷被外來政權殖民與壓迫的歷史命運。

## 紀念

### 古跡
| 遺跡名稱                 | 當時功用                                 | 今日名稱                                         | 今日行政區域       | 文資等級                          |
| ------------------------ | ---------------------------------------- | ------------------------------------------------ | ------------------ | --------------------------------- |
| 延平王城                 | 延平王宮                                 | 安平古堡                                         | 台南市安平區       | 中華民國國定古蹟                  |
| 承天府府署               | 承天府府尹衙門                           | 赤崁樓                                           | 台南市中西區       | 中華民國國定古蹟                  |
| 天壇                     | 政府官員祭天的平坦空地                   | 臺灣首廟天壇（非原始建築）                       | 台南市中西區       | 中華民國直轄市定古蹟              |
| 承天府城隍廟             | 祭祀城隍                                 | 臺灣府城隍廟                                     | 台南市中西區       | 中華民國國定古蹟                  |
| 大上帝廟                 | 祭祠真武玄天大帝（玄天上帝）             | 臺南北極殿                                       | 台南市中西區       | 中華民國國定古蹟                  |
| 先師聖廟                 | 祭祠孔子、建明倫堂為太學                 | 台南孔子廟                                       | 台南市中西區       | 中華民國國定古蹟                  |
| 祀典武廟                 |                                          | 祀典武廟                                         | 台南市中西區       | 中華民國國定古蹟                  |
| 開基武廟                 |                                          | 開基武廟                                         | 台南市中西區       | 台南市定古蹟                      |
| 觀音宮                   | 祭祀觀音菩薩                             | 大觀音亭                                         | 台南市中西區       | 中華民國直轄市定古蹟              |
| 媽祖廟                   |                                          | 開基天后宮                                       | 台南市中西區       | 中華民國國定古蹟                  |
| 靈祐宮                   |                                          | 開基靈祐宮                                       | 台南市中西區       | 台南市定古蹟                      |
| 東嶽殿                   |                                          | 東嶽殿                                           | 台南市中西區       | 中華民國直轄市定古蹟              |
| 聖公廟（聖公宮）         | 祭祀軍艦守護神倪總管                     | 總趕宮                                           | 台南市中西區       | 中華民國直轄市定古蹟              |
| 玉皇太子宮（四舍廟）     | 祭祀玉皇上帝                             | 開基玉皇宮（非原始建築）                         | 台南市中西區       | 無                                |
| 開山宮                   | 祭祀保生大帝                             | 開基開山宮（非原始建築）                         | 台南市中西區       | 無                                |
| 小南天                   | 祭祀福德正神                             | 番薯崎小南天（非原始建築）                       | 台南市中西區       | 無                                |
| 小西天寺                 |                                          | 竹溪寺（非原始建築）                             | 台南市南區         | 無                                |
| 彌陀室                   |                                          | 彌陀寺（非原始建築）                             | 台南市東區         | 無                                |
| 延平王廟（大王廟）       | 鄭經所建之祠堂，奉祀其父鄭成功與其母董氏 | 鄭成功祖廟                                       | 台南市中西區       | 中華民國直轄市定古蹟              |
| 二王廟                   | 奉祀鄭經之祠堂                           | 二王廟（非原址，非原始建築）                     | 台南市永康區       | 無                                |
| 寧靖王府邸（一元子園亭） | 寧靖王別宮                               | 大天后宮                                         | 台南市中西區       | 中華民國國定古蹟                  |
| 寧靖王府邸鐘樓           |                                          | 開基武廟（非原始建築）                           | 台南市中西區       | 中華民國直轄市定古蹟              |
| 寧靖王墓                 | 寧靖王之墳塚                             | 明寧靖王墓（非原始建築）                         | 高雄市湖內區       | 中華民國直轄市定古蹟              |
| 寧靖王從死五妃墓         | 寧靖王姬妾之墳塚                         | 五妃廟                                           | 台南市中西區五妃街 | 中華民國國定古蹟                  |
| 義靈君祠                 | 寧靖王二侍位官之墳塚                     | 義靈君祠（位於五妃廟境內）                       | 台南市中西區五妃街 | 中華民國國定古蹟                  |
| 北園別館                 | 董太妃之別宮                             | 台南開元寺（非原始建築）                         | 台南市北區北園街   | 中華民國國定古蹟                  |
| 準提庵 （夢蝶園）        | 李茂春住所                               | 台南法華寺（非原始建築）                         | 台南市中西區       | 中華民國直轄市定古蹟              |
| 阮夫人宅                 | 阮駿之夫人來臺孀居之所                   | 萬福庵（非原始建築）                             | 台南市中西區       | 中華民國直轄市定古蹟 （照牆部分） |
| 鄭成功墓                 | 鄭成功之墳塚                             | 鄭成功墓址紀念碑（非原址，墓塚已於清治時期遷葬） | 台南市永康區       | 無                                |
| 藩府二鄭公子墓           | 國姓爺四王子鄭睿與十王子鄭發之墓         | 藩府二鄭公子墓                                   | 台南市南區         | 中華民國直轄市定古蹟              |
| 藩府曾蔡二姬墓           | 國姓爺兩位姬妾曾氏與蔡氏之墓             | 藩府曾蔡二姬墓                                   | 台南市南區         | 中華民國直轄市定古蹟              |
| 陳永華墓                 | 陳永華夫婦之墳塚                         | 陳永華墓原址及墓碑                               | 台南市柳營區       | 中華民國歷史建築                  |

### 地名
自今南台灣許多地名或古地名只要是有「鎮」、「衝」、「營」等軍事單位之名稱的，絕大多數都與明鄭有關。如：
- 援剿（今高雄市燕巢區）
- 左營（今高雄市左營區）
- 右衝（今高雄市楠梓區右昌里、鳳屏里）
- 後勁（今高雄市楠梓區後勁里）
- 前鎮（今高雄市前鎮區）
- 左鎮（今台南市左鎮區）
- 營頂（今台南市佳里區營溪里）等。
- 新營、柳營、林鳳營、後營、下營、六甲(皆於台南市，分別為今台南市之新營區、柳營區、西港區、下營區、六甲區)
- 林杞埔（今南投縣竹山鎮）
- 草鞋墩（今南投縣草屯鎮）等等。

### 街道
- 台南市安平區
- 台南市東區東寧路
- 台南市中西區五妃街
- 台南市北區北園街

### 機關
- 國立成功大學
  - 東寧校區
- 成功高級中學
- 延平高級中學

### 船隻
- 成功級巡防艦
- 臺灣成功號

### 藝術作品
- 江日昇：《台灣外記》
- 《國姓爺始末》
- 《鄭氏三朝海國紀》
- 《台灣之父鄭成功》
- 朱和之：《鄭森》
- 姚嘉文：《黑水溝》（小說）
- 《東寧王國》（歌仔戲）

### 註解
1. ↑  根據賴永祥之《臺灣鄭氏與英國的通商關係史》中英國商館的原文紀錄及諸多外語文字顯示，其中以拼音紀錄之語音為漳泉閩南語。
2. ↑  迁入内地的郑氏祖坟中包括迁入了三代五具灵柩：郑成功及其夫人董氏、其生母田川氏、其子媳郑经夫妇。而郑芝龙在北京最后尸首无存，归葬的时候用木主代替遗骸[參⁠ 60]。
3. ↑  承天府包括：安平鎮、武定里、永康里、廣儲里、長興里、新豐里、歸仁里、永豐里、保大里、仁德里、仁和里、永寧里、新昌里；天兴州包括：安定里、開化里、善化里、新化里、感化里；万年州包括：文賢里崇德里、依仁里、長治里、嘉祥里、維新里、仁壽里。
4. ↑  沿袭明朝澎湖寨巡检司。
5. ↑  明朝開國皇帝朱元璋在金陵建真武廟，並將真武廟列為「京師十廟」之首，明成祖朱棣亦自稱得到真武保佑，方能靖難登基。
6. ↑  鄭成功來台後發布的文書，都稱本藩（即本王，延平王，郡王等級），亦即大明延平王。參閱楊英《先王實錄》
7. ↑  鄭成功與揆一在1662年所簽定的正式條約中，稱謂是「大明招討大將軍國姓爺」（Teibingh Tsiante Teysiancon Coxin）[參⁠ 96]
8. ↑  荷軍統帥Balthasar Bort於1664年進軍台灣時，鄭經寫信給他，署名「嗣封世子」並用「大明招討大將軍」印信蓋章[參⁠ 97]
9. ↑   註:

### 引用
1. ↑  《先王實錄》：「承天府安平鎮，本藩暫建都於此，文武各官及總鎮大小將領家眷暫住於此。」
2. ↑  邓孔昭，《明郑台湾建置考》。
3. ↑  《臺灣通史－戶役志》：「是台灣之民，此時已近二十萬。」
4. ↑  《臺灣通史－外交志》：「二十年，忠振伯洪旭以商船販日本，購造銅炮、刀劍、甲胄之屬，並鑄永曆錢。」
5. ↑  謝貴文：《鄭成功與本土文化》[永久]
6. ↑  陳佳凌：《鄭經〈東壁樓集〉研究》
7. ↑  黃玉齋，《明延平王三世》，臺北市：海峽學術出版社，2004
8. ↑  张培忠. . 花城出版社. 2016-08-01: 211. ISBN 9787536080256.
9. ↑  黃昭堂，1996，《台灣淪陷論文集‧第二次大戰前「台灣人意識」的探討》，頁81-109。台北：財團法人現代學術研究基金會。
10. ↑  賴建國，1997，《台灣主体意識發展與對兩岸關係之影響》，頁31。國立政治大學東亞研究所碩士論文。
11. ↑  陈名实，《明郑时期台湾民众民族精神与本土意识的互动》，《东南学术》, 2010(3):146-153。
12. ↑  郑立勇，王尊旺，《近代台湾开发先驱者——陈永华》，《江苏省社会主义学院学报》，2003(1):61-63。
13. ↑  蒋炳剑，《郑氏时代台湾农业的开发》，《厦门大学学报哲学社会科学版》, 1962(1):125-138。
14. ↑  孔立，《早期台湾人口与耕地的重新估算——兼论郑氏时代对开发的贡献》，《台湾研究集刊》, 1988(3):65-70。
15. ↑  吴遐功，《明清台湾二层行溪流域汉人移垦的研究》，《厦门大学》， 2009。
16. ↑  蒋九如，《三台湾在南明郑氏治理时期的货币流通考略》，中国历代货币新收获学术会议， 2006。
17. ↑  陈名实，《明郑时期台湾民众民族精神与本土意识的互动》，《东南学术》, 2010(3):146-153。
18. 1 2  《台湾通史：卷二建国纪》：八月，改东都为东宁，天兴、万年为二州，划府治为四坊。坊置签首，理民事。制鄙为三十四里，置乡长，行乡治之制。东宁初建，制度简陋，乃教民烧瓦，建宫室衙署。礼待避乱搢绅，凡诸宗室，皆赡给之。分诸镇土地，又行寓兵于农之法，台湾以安。
19. ↑  吳智和、賴福順. . 臺灣: 行政院國家科學委員會. 2004-06. ISBN 9570176172 （中文（臺灣））.
20. ↑  《清一統志臺灣府》〈建置沿革〉：「本朝順治十八年，海寇鄭成功逐荷蘭夷據之，偽置承天府，名曰東都；設二縣，曰天興、萬年。其子鄭經(按府志，鄭經一名錦)改東都曰東寧省，升二縣為州。」
21. ↑  杜臻《澎湖臺灣紀略》〈臺灣紀略附澎湖〉：「癸卯年，廈門敗，(鄭)經由銅山入灣；改東都為東寧省，前後招納內地兵民眷口以實。」
22. ↑  《臺灣輿地彙鈔》〈臺灣府圖志〉：「本朝順治十八年，鄭成功逐荷蘭夷據之；偽置承天府，名曰東都；設二縣，曰天興、萬年。其子鄭錦，改東都曰東寧省，升二縣為州。」
23. ↑  《臺灣關係文獻集零(九)》〈臺灣內附考〉：「康熙元年，成功死，其子經居鷺江(即今廈門)，偽提督馬信立成功弟世襲，改號護理；經攻逐之，世襲渡海來歸。經改東都曰東寧省，改縣曰州；設安撫司三，南北路、澎湖各一。」
24. ↑  黃叔璥《臺海使槎錄》〈偽鄭附略〉：「鄭成功攻取紅毛，改臺灣為東都；鄭經自銅山入臺，改東都為東寧省。」
25. ↑  《台湾通史：卷二建国纪 》：八月，改东都为东宁，天兴、万年为二州，划府治为四坊。坊置签首，理民事。制鄙为三十四里，置乡长，行乡治之制。东宁初建，制度简陋，乃教民烧瓦，建宫室衙署。礼待避乱搢绅，凡诸宗室，皆赡给之。分诸镇土地，又行寓兵于农之法，台湾以安。
26. ↑  許旭，《閩中紀略》：鄭氏雖在海外，然制府亦有閒諜在彼，時時馳至。餘一日偶見一小冊，內書東寧國地形險要，某處山礁、某處水門。官員現任休致，兵馬屯劄多少。
27. 1 2 3  查繼佐，《東山國語》：「會延平王成功薨，長子經嗣立，臺灣初稱東都，改明京以候桂王之蹕。已不克至，乃改東寧國，複築奉天城於對渡以居官。」
28. ↑  李天根，《爝火錄》：有間諜自鄭氏歸，得一小冊。內書東寧國地形險要，某處山礁、某處水門；官員現任休致，兵馬屯紮多少。
29. ↑  杜臻《澎湖台灣紀略》：「海逆鄭成功之敗遁于京口也，乘大霧，襲殺紅夷守者，而據其地。築城以守，偽號東寧國。」
30. ↑  《清史稿》，卷224，鄭成功列傳：「錦與永華及洪旭引餘眾、載其孥盡入臺灣。改東都為東寧國，置天興、萬年二州，仍以永華綜國政。」
31. ↑  《朝鮮顯宗大王實錄》：「本南蠻地，蠻人甲必丹主之。其後寢弱，故明之遺民，多入居之。大樊國遣游擊柯貴主之。大樊國乃鄭錦舍所主也。隆武時有鄭成功者，賜國姓，封鎮國大將軍。與清兵戰，清人累敗。未幾死，其子錦舍繼封仁德將軍，逃入大樊，有衆數十萬。其地在福建海外，方千馀里。」
32. ↑  赵小石，《明郑政权归清的历史启示》，《南京政治学院学报》, 2002, 18(1):53-54。
33. ↑  尹章義〈延平王國的性質及其在國史上的地位〉。
34. ↑  . 中華民國新聞局. （原始内容存档于2012-07-09）.
35. 1 2 3  黃秀政、張勝彥、吳文星：《臺灣史》〈鄭氏王國治臺時期〉P51-P60，五南圖書出版公司，2002年，ISBN 957-11-2738-8
36. ↑  邓孔昭，《明郑台湾建置考》。
37. ↑  《先王實錄》：「記載鄭成功入台後布告文書：『東都明京，開國立家，可為萬世不拔基業。本藩已手闢草昧，與爾文武各官及各鎮大小將領官兵家眷□來胥宇，總必創建田宅等項，以遺子孫。』」
38. ↑  张培忠. . 花城出版社. 2016-08-01: 128. ISBN 9787536080256.
39. ↑  何池 ，《明郑政权对开发台湾的贡献》， 《炎黄纵横》 2012年09期。
40. 1 2  夏琳《闽海纪要》卷下：「（辛酉康熙二十年、明永曆三十五年四月）鄭克塽上招討大將軍延平王晉潮王國姓成功謚，曰武；嗣位世子經謚，曰文。初，永曆封成功為延平王，尋晉潮王；成功讓不敢當，終身祗稱大將軍。至是，克塽拜表，請謚為武王，並世子謚為文王。」
41. 1 2  《重修台湾省通志‧卷九 人物志》，台湾省文献委员会，1998年，第80-81页：「是月（永历三十五年四月），上王成功谥曰潮武王；祀位世子经为文王。」
42. ↑  《臺灣外紀》，卷12：「洪旭、黃廷、王秀奇等同諸文武修表達行在，請經就廈門嗣位，稱曰『世藩』。…節令禮官鄭斌齋諭，往臺佈告『不日世藩親統六師，抵臺奔喪。加各鎮分屯守土者，就在本處設位』…」
43. ↑  .   [2016-03-07]. （原始内容存档于2015-11-04）.
44. ↑  路亮. . 《厦门大学》. 2009.
45. 1 2  倪在田《續明紀事本末》：「使柯平、葉亨來泉，令自角門入，不可，曰：『國無大小，使者一也』。相持數日，天顏為策，使會於至聖廟中。平、亨不得已，自東門入，仍持議如朝鮮。」
46. 1 2  川口长孺，《台湾郑氏纪事》：1669年郑经在给满清的官员率泰的书信中说到：「曩岁思明〔郑成功改厦门为思明〕之役，…全师而退，远绝大海，建国东宁，别立乾坤，自以为休兵息民，可相安於无事。」。
47. 1 2  1669年，鄭經，〈復明珠書〉：「遼絕大海，建國東寧，於版圖疆域之外別立乾坤。」
48. ↑  查繼佐《罪惟錄》：「既開讀於文廟，柯、葉首爭：『開國東寧，非屬地，剃髮之制不能從。又以死內地之體未返，故降人未能即還諸；通市可商』。」
49. ↑  江日昇《臺灣外記》：「經執不薙髮。天顏曰：『貴藩乃遁跡荒居，非可與外國之賓臣者比。今既欣然稱臣，又欲別其衣冠制度，此古來所未曾有。伏冀裁決一時，安享萬世。』經曰：『朝鮮豈非箕子後乎？士各有志，苟能如朝鮮例，則敢從講；若欲削髮，至死不易事。』天顏見其辭嚴切，遂辭回。」
50. ↑  《臺灣通史》，卷02，建國紀：「十五年春，帝在緬甸。成功議取臺灣，克之；語在開闢紀。十二月，以熱蘭遮城為安平鎮，改名王城；建桔秩門，志故土也；赤崁城為承天府；總曰東都。」「十八年八月，（鄭經）改東都為東寧，天興、萬年為二州。」
51. ↑  阮旻錫《海上見聞錄》：「（順治十七年）十二月，守臺灣城夷長揆一等乞以城歸賜姓，而搬其輜重貨物下船，率餘夷五百餘人駕甲板船遠去。賜姓遂有臺灣，改名東寧。時以各社土田，分給與水陸諸提鎮，而令各搬其家眷至東寧居住。」
52. ↑  《臺灣通史》，卷16，城池志：「永曆十五年，延平郡王克台灣，就荷蘭城以居，改建內府，台人謂之王城。」
53. 1 2  夏琳《閩海紀要》：「鄭成功雖承製設六官，文書僅稱卑職；至鄭經中年，文武具啟，始稱臣。」
54. ↑  张培忠. . 花城出版社. 2016-08-01: 208—209. ISBN 9787536080256.
55. ↑  九州大学文学部附属九州文化史硏究施設会. . 日本: 九州文化史研究所. 1956 （日语）.
56. ↑  逸名《名人軼事》：「賴塔復與經書曰：『……足下父子自辟荊榛，且眷懷勝國，未嘗如吳三桂之僭妄，本朝亦何惜海外一彈丸地，不聽田橫壯士，逍遙其間乎？今三藩殄滅，中外一家，豪傑識時，必不復思噓已灰之燄，毒瘡痍之民。若能保境息兵，則從此不必登岸，不必剃髮，不必易衣冠，稱臣入貢可也，不稱臣不入貢亦可也。以台灣為箕子之朝鮮，為徐福之日本，與世無患，與人無爭，而沿海生靈，永息塗炭，惟足下圖之。』」
57. ↑  .   [2016-03-07]. （原始内容存档于2015-11-04）.
58. ↑  （清）陳衍，《臺灣通紀》：其故明監國魯王世子桓、瀘溪王慈曠、巴東王江、樂安王俊、舒城王著、奉南王熺、益王宗室鎬亦詣軍門降。寧靖王術桂嘆曰：『是吾歸報高皇之日也』！具冠服北面再拜二祖列宗，招臺人別飲，舍所居為佛寺，從容投繯死；妾袁氏、王氏、秀姑、梅姐、荷姐殉之（臺灣府志云：術桂字天球，太祖九世孫，遼王後長陽郡王次支也）。
59. ↑  黄宗羲，《赐姓始末》逮康熙三十九年，仁皇帝圣旨：「朱成功係明室之遺臣，非朕之亂臣賊子。敕遣官，護送成功及子經兩柩，歸葬南安，置守塚，建祠祀之。」
60. ↑  黄一农. . 凤凰网. 文汇报.   [2018-02-23]. （原始内容存档于2020-06-06）.
61. ↑  郭弘斌，《台灣人的台灣史》
62. ↑  邓孔昭，《明郑台湾建置考》。
63. ↑  《先王實錄》：「承天府安平鎮，本藩暫建都於此，文武各官及總鎮大小將領家眷暫住於此。」
64. 1 2  《先王實錄》：「按永曆九年春二月，延平王承制設六官。時奉詔文武職官許其便宜委用：武職許至一品，文職許設六部主事。又賜詔許其軍前所設六部主事秩比行在侍郎、都事秩比郎中。」
65. ↑  何池，《明郑政权对开发台湾的贡献》，《炎黄纵横》, 2012(9):20-22。
66. ↑  臺灣外紀》卷25：「馮錫范為忠誠伯，仍管侍衛，兼參贊軍機。」
67. ↑  . hxgqw.com.   [2014-03-22]. （原始内容存档于2020-11-10）.
68. ↑  五商最早见于郑成功部将黄梧降清后的献策，《广阳杂记·卷三》黄梧叛变后条陈“平海策”指出：郑氏有五大商在京师、苏、杭、山东等地，经营财货以济其用，当察出没收。
69. 1 2  张培忠. . 花城出版社. 2016-08-01: 78页. ISBN 9787536080256.
70. ↑  《臺灣通史》：「考施琅疏陳海上情形，謂查自故明時，原住澎湖百姓有五六千人，原住台灣者有二三萬人，俱系耕漁為生。至順治十八年，鄭成功挈去水陸官兵眷口三萬有奇。康熙三年，鄭經復挈去六七千人。以此計之，則台灣之人殆十萬，何以僅為一萬六千餘人。且琅之疏亦有未確者，鄭氏陸師七十有二鎮，使鎮為千人，則有七萬二千，加之以四民，應倍其數。是台灣之民，此時已近二十萬。」
71. ↑  明鄭時期陳永華興學設教事蹟初探
72. ↑  劉家駒. . 台北: 遠流出版社. 2003: 頁35–58. ISBN 957-32-4824-7.
73. ↑  台語文/中文辭典 Taiwanese - Chinese Dictionary
74. ↑  . 博客來.   [2013-04-07]. （原始内容存档于2013-03-29）.
75. ↑  陳漢墀. . 數位網路報.   [2013-04-03]. （原始内容存档于2017-10-28）.
76. ↑  James Wheeler Davidson. . New York: Macmillan. 1903  [2022-01-31]. （原始内容存档于2022-06-26）.
77. ↑  《台灣史101問》，頁109
78. 1 2  《臺灣政治史》，頁62-63
79. ↑  .   [2016-03-07]. （原始内容存档于2016-03-07）.
80. ↑  《李朝顯宗實錄》
81. ↑  孫衛國. . ncl.edu.tw.   [2014-08-09]. （原始内容存档于2021-01-10）.
82. ↑  张培忠. . 花城出版社. 2016-08-01: 108—127页. ISBN 9787536080256.
83. ↑  王泰升等. . 台灣: 五南出版社. 2006-07-01. ISBN 9571141747 （中文（臺灣））.
84. 1 2 3  张培忠. . 花城出版社. 2016-08-01: 162—178页. ISBN 9787536080256.
85. ↑  駱芬美. . 時報文化. 2013年2月22日: 128  [2017-05-06]. ISBN 9571357286. （原始内容存档于2018-02-22） （中文）.
86. ↑  张培忠. . 花城出版社. 2016-08-01: 162—163页. ISBN 9787536080256.
87. ↑  张培忠. . 花城出版社. 2016-08-01: 210页. ISBN 9787536080256.
88. ↑  . taiwanus.net.   [2009-06-27]. （原始内容存档于2021-01-08）.
89. ↑  陳荊和. 清初鄭成功殘部之移殖南圻 (上)[J]. 新亞學報》, 第五卷第一期, 1960.
90. ↑  李庆新.  (PDF) (学位论文). 广东省社会科学院历史研究所(中国高校人文社会科学信息网). 2010  [2014-06-24]. （原始内容 (PDF)存档于2021-01-08） （中文（中国大陆））.
91. ↑  鄭維中著; 蔡耀緯譯. . 新北: 衛城出版. 2021: 452页. ISBN 9789869938167 （中文（繁體））.
92. ↑  鄭維中著; 蔡耀緯譯. . 新北: 衛城出版. 2021: 454页. ISBN 9789869938167 （中文（繁體））.
93. ↑  鄭維中著; 蔡耀緯譯. . 新北: 衛城出版. 2021: 455–456页. ISBN 9789869938167 （中文（繁體））.
94. ↑  鄭維中著; 蔡耀緯譯. . 新北: 衛城出版. 2021: 458页. ISBN 9789869938167 （中文（繁體））.
95. ↑  Donald Keene（金冬楠）. . 1951年.
96. ↑  閱揆一《被遺誤的臺灣》以及和約原件影像，圖中本文第一行就是Teibingh Tsiante Teysiancon Coxin。
97. ↑  鄭維中，《製作福爾摩沙》，頁220-221。
98. ↑  連橫《台灣通史‧建國紀》鄭克塽降清時，「上繳延平王金印一顆，冊一副」。
99. ↑  連橫，《台灣通史·卷二十九·列傳一‧寧靖王列傳》：「初，成功克台，優禮宗室，魯王世子朱弘桓、瀘溪王朱慈曠、巴東王朱江、樂安王朱俊、舒城王朱慈著、奉南王朱熺、益王朱怡鎬等，皆先後入台，待之如制。及施琅至，奪其冊印，遷於各省。」
100. ↑  2004，許雪姬總策劃，《臺灣歷史辭典》，「朱術桂」條目，頁303。台北：文建會
101. ↑  張德水，1992，《激動！台灣的歷史：台灣人的自國認識》，頁41。台北：前衛。
102. ↑  周明峰，1994，《台灣簡史》，頁36-8。台北：前衛。
103. ↑  （清）鄭亦鄒，1995，《賜姓始末‧鄭成功傳》，頁46。台中：台灣省文獻會。
104. ↑  張德水，前引書，頁41。
105. ↑  楊新一，2000，《爭台灣的主權：過去現在未來》，頁45-46。台北：胡氏圖書。
106. ↑  史明，1980，《台灣人四百年史》（上、下冊）（平裝普及版），頁107。San Jose，Calif.：蓬島文化公司。
107. ↑  Long, Simen. 1991. Taiwan: China's Last Frontier.p.11,38. New York: St. Martin's Press.
108. ↑  李筱峰，1995，《台灣，我的選擇！：國家認同的轉折‧混淆國家認同的歷史教育：以現行國民中學歷史課本教材為例》，頁157。台北：玉山社。
109. ↑  《追尋臺灣法律的足跡》，第一章，第11節，鄭英友好通商條約。
110. ↑   维基文库中的相關文獻：皇明祖訓：「大琉球國（朝貢不時，王子及陪臣之子，皆入太學讀書，禮待甚厚）。小琉球國（不通往來，不曾朝貢）」
111. ↑   维基文库中的相關文獻：明一統志·卷89·琉球國：「琉球國〈其地在福建泉州東海島中，其朝貢由福建以達於京師〉⋯⋯唐宋時未嘗朝貢，元遣使招諭之，竟不從。本朝洪武中，其國分為三，曰中山王，曰山南王，曰山北王，皆遣使朝貢⋯⋯彭湖島〈在國西，水行五日，地近福州、泉州、興化、漳州四郡界，天氣晴明，望之隱然若煙霧中〉」
112. ↑  .   [2013-10-17]. （原始内容存档于2013-10-17）.
113. ↑  福爾摩沙特展專輯 明朝中國 帶荷蘭人登陸台灣, 中時電子報, 20030113
114. 1 2  鄭經〈復靖南王耿繼茂招降書〉：「東寧偏隅，遠在海外，與中國版圖渺不相涉。」
115. ↑  1669年，鄭經，〈復明珠書〉：「遼絕大海，建國東寧，於版圖疆域之外別立乾坤。」
116. ↑  《大清世宗皇帝實錄》卷十
117. 1 2  《台灣通史》卷一‧開闢紀
118. 1 2  陳昭瑛. . 臺灣: 正中書局. 1998-04-01. ISBN 9789860197495 （中文（繁體））.
119. ↑  吳密察. . 臺灣: 時報文化出版社. 2012-10-22. ISBN 9789571356433 （中文（繁體））.
120. ↑  《熱蘭遮城日誌》 。根據1661年5月1日的日誌，引用鄭成功他的勸降信：「大明招討大將軍國姓寄這封信給長官Frederick Coyett閣下....澎湖群島距離漳州諸島不遠，因此隸屬漳州；同樣，台灣因靠近澎湖群島，所以台灣也應在中國政府的統治之下；因而，也應該明白，這兩個濱海之地的居民都是中國人，他們是自古就已據有此地並在此地耕種的人。以前，當荷蘭人的船來謀求貿易通商時，荷蘭人在這些地方連一小塊土地也沒有；那時家父一官出於友誼，指這塊土地給他們，但只是借用而已。」
121. ↑  黃天健，1950，《海天孤憤：鄭成功復國史紀評》。台北：正中書局。
122. ↑  方白，1955，《鄭成功》。北京：中國青年出版社。
123. ↑  林濁水，1985，〈渡海〉，見林濁水等編《瓦解的華夏帝國》，頁35-59。Irvine，Calif.：台灣出版社。
124. ↑  鄭成功銅像面前 原民爭轉型正義，記者王俊忠／台南報導，自由時報，2016-04-29
125. ↑   參:

### 書籍
（按照作者姓氏漢語拼音的順序排列）
- 陳芳明，1996，鄭成功與施琅：台灣歷史人物評價的反思，見張炎憲、李筱峰、戴寶村編，台灣史論文精選（上）。台北：玉山社。
- 方白，1955，鄭成功。北京：中國青年出版社。
- 顧誠，2003，南明史。北京：中國青年出版社出版。
- 黃天健，1950，海天孤憤：鄭成功復國史紀評。台北：正中書局。
- 黃昭堂，1996，第二次大戰前「台灣人意識」的探討，見黃昭堂，台灣淪陷論文集，頁81-109。台北：財團法人現代學術研究基金會。
- 賴建國，1997，台灣主體意識發展與對兩岸關係之影響。國立政治大學東亞研究所碩士論文。
- 栗原純，1995，清朝以前，見若林正丈、劉進慶、松永正義編著，台灣百科，增訂版，台北：克寧出版社。
- 李筱峰，1995，混淆國家認同的歷史教育：以現行國民中學歷史課本教材為例，見李筱峰著，台灣，我的選擇！：國家認同的轉折，頁143-62。台北：玉山社。
- 林濁水，1985，渡海，見林濁水等編，瓦解的華夏帝國，頁35-59。Irvine，Calif.：台灣出版社。
- Long, Simen. 1991. Taiwan: China's Last Frontier. New York: St. Martin's Press.
- 盧建榮，1999，入侵台灣：烽火家國四百年。台北：麥田出版。
- 史明，1980，台灣人四百年史（上、下冊）（平裝普及版）。San Jose，Calif.：蓬島文化公司。
- 許極墩，1996，台灣近代發展史。台北：前衛。
- 楊新一，2000，爭台灣的主權：過去現在未來。台北：胡氏圖書。
- 張德水，1992，激動！台灣的歷史：台灣人的自國認識。台北：前衛。
- 周明峰，1994，台灣簡史。台北：前衛。
- 趙爾巽，1927，清史稿。北平：清史館。
- 陳芳明，1996，鄭成功與施琅：台灣歷史人物評價的反思，見張炎憲、李筱峰、戴寶村編，台灣史論文精選（上），台北：玉山社。
- 陳三井總纂，1979，鄭成功全傳。台北：台灣史蹟研究中心。
- 陳在正，1990，王忠孝與鄭成功：關於明遺臣與鄭成功關係的一個探討 ，見台灣史研究會主編，台灣史學述研討會論文集，第二集，頁27-41。台北：台灣史研究會出版。
- Croizier, C. Ralph. 1977. Koxinga and Chinese Nationalism: History, Myth, and the Hero. Cambridge, Mass.: Harvard University Press.
- 方白，1955，鄭成功。北京：中國青年出版社。
- 黃天健，1950，海天孤憤：鄭成功復國史紀評。台北：正中書局。
- 周雪玉，1992，施琅攻台的功與過。台北：台原。

### 史料
（按照作者姓氏漢語拼音的順序排列）
- 不著撰人，1962，鄭氏史料初編。台北：台灣銀行經濟研究室。
- 不著撰人，1963a，鄭氏史料續輯。台北：台灣銀行經濟研究室。
- 不著撰人，1963b，鄭氏史料三編。台北：台灣銀行經濟研究室。
- 川口長孺，1958，臺灣鄭氏紀事。台北：台灣銀行經濟研究室。
- 黃叔璥，1957，臺海使槎錄。台北：台灣銀行經濟研究室。
- 黃宗羲，1958，賜姓始末。台北：台灣銀行經濟研究室。
- 江日昇，1960，臺灣外記，方豪校勘。台北：台灣銀行經濟研究室。
- 彭孫貽，1959，靖海志。台北：台灣銀行經濟研究室。
- 阮旻錫，1958，海上見聞錄。台北：台灣銀行經濟研究室。
- 沈雲，1958，臺灣鄭氏始末。台北：台灣銀行經濟研究室。
- 市村讚次郎，1960，鄭氏關係文書。台北：台灣銀行經濟研究室。
- 施琅，1958，靖海紀事。台北：台灣銀行經濟研究室。
- 夏琳，1958a，閩海紀要。台北：台灣銀行經濟研究室。
- 夏琳，1958b，海紀輯要。台北：台灣銀行經濟研究室。
- 楊捷，1961，平閩紀。台北：台灣銀行經濟研究室。
- 郁永河，1959，裨海記遊。台北：台灣銀行經濟研究室。
- 鄭亦鄒、匪石、朱希祖，1960，鄭成功傳。台北：台灣銀行經濟研究室。

### 連結
- 郭弘斌：鄭氏王朝 （页面存档备份，存于）
- 台灣、荷蘭、鄭家軍：荷蘭時期台灣圖像紀錄片 （页面存档备份，存于）
- 淺談「台灣人民的歷史」服飾 （页面存档备份，存于）
- 明郑时期台湾历年大事记 （页面存档备份，存于）